# Ejército de Joseon
El Ejército de Joseon (en hangul: 조선군대; en hanja: 朝鮮軍隊) fue el ejército de la dinastía coreana de Joseon. Defendió las fronteras del norte, pero rara vez las regiones del sur. Su actividad más relevante fue la defensa de las incursiones de los yurchen, así como la conquista de la península de Corea. El neoconfucianismo de Joseon rechazó el desarrollo militar, lo que hizo vulnerable el reino a las invasiones japonesas y manchúes. A pesar de esto, Joseon siguió fortaleciendo el ejército hasta el siglo XIX, cuando las potencias occidentales y los japoneses lo obligaron a abrir sus puertas y modernizar el ejército.

## Historia

### Período temprano
Las fuerzas armadas del antiguo reino de Goryeo tuvieron continuidad en el reino de Joseon durante el reinado del rey Taejo. Sin embargo, los funcionarios de la corte de Joseon comandaban ejércitos privados del reino anterior. Yi Bang-won y sus oficiales dieron un golpe de Estado contra Taejo y su hermano Jeongjong de Joseon, iniciando la primera y segunda contienda de los príncipes. Esta revuelta persuadió a Jeongjong a prohibir la existencia de ejércitos privados y convertirse en un rey con un ejército central. Cuando Sejong ascendió al trono, creó varias regulaciones militares para fortalecer la seguridad de su reino y apoyó el avance de la tecnología militar coreana, favoreciendo el desarrollo de cañones, morteros, flechas de fuego y el uso de pólvora.

#### Conflictos fronterizos entre Joseon y Yurchen
Al igual que Goryeo, Joseon logró someter a vasallaje a los yurchen que habitaban en el área alrededor de Hamhung en el noreste de la península de Corea. Los coreanos de Joseon trataron de hacer frente a la amenaza militar planteada por los yurchen utilizando medios e incentivos contundentes y lanzando ataques militares. Al mismo tiempo, intentaron apaciguarlos con títulos y grados, comerciaron con ellos y buscaron aculturarlos haciendo que las mujeres coreanas se casaran con yurchen e integrándolas a la cultura coreana. A pesar de estas medidas, continuaron los combates entre yurchen y coreanos. El emperador Ming Yongle estaba decidido a sacar a los yurchen de la influencia coreana y hacer que China los dominara. Corea trató de persuadir al jefe yurchen Mentemu (Möngke Temür) para que rechazara las propuestas Ming, pero no tuvo éxito; Möngke Temür se plegó y se sometió a los Ming. En 1433, Sejong envió a Kim Jongseo (hangul: 김종서; hanja: 金宗瑞), un prominente general, al norte, para destruir a los yurchen . La campaña militar de Kim involucró a diversos clanes yurchen, como los Odoli, Maolian y Udige; su ejército capturó varias fortificaciones, tomó el control de Hamgyong y continuó presionando hacia el norte, expandiendo el territorio coreano hasta el río Songhua. Luego estableció cuatro condados, seis guarniciones y varios fuertes fronterizos en la región para proteger a la gente de los yurchen, que dieron forma a las fronteras modernas de Corea alrededor de 1450.

#### Invasión Oei
En 1419, el rey Sejong envió a Yi Jongmu a atacar a los japoneses en la isla de Tsushima en la llamada invasión Oei, como respuesta a las incursiones japonesas de Wokou en las ciudades costeras de Corea. Yi tomó 227 barcos coreanos y aproximadamente 17.000 soldados, desembarcó, atacó y saqueó los asentamientos piratas japoneses en la isla de Tsushima. El clan So, la familia gobernante de Tsushima, solicitó negociaciones. En los intercambios diplomáticos que siguieron, Corea permitió que el clan So continuara comerciando con los puertos costeros coreanos con la condición de que el clan reprimiera las actividades de los piratas japoneses.

#### La rebelión de Yi Si-ae
Cuando el rey Sejo llegó al poder, fortaleció la monarquía establecida por el rey Taejong al debilitar el poder del Consejo de Estado y poner al personal directamente bajo el control real. También fortaleció el sistema administrativo para permitir al gobierno determinar el número exacto de población y movilizar tropas de manera efectiva, pero provocó la Rebelión de Yi Si-ae. Este lideró la Fuerza Iksok y el ejército rebelde que mató a funcionarios del gobierno central por no nombrar funcionarios del norte para gobernar las provincias del norte, hasta que fue derrotado poco después de la Batalla de Manryeong.

### Invasiones japonesas de Corea

Mapa de las invasiones

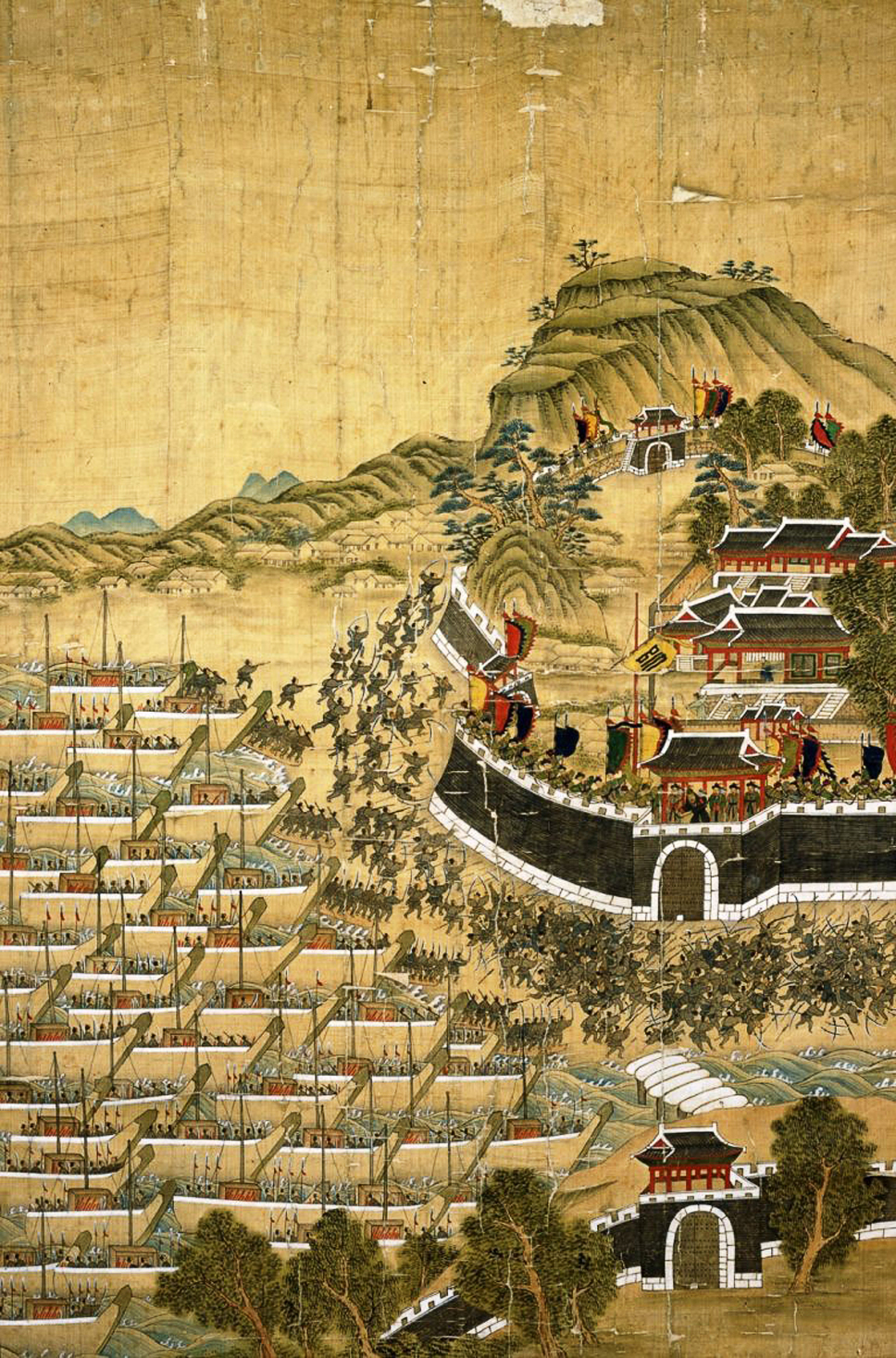
Desembarco japonés en Busan

En el siglo XVI el ejército se debilitó por el rechazo de los eruditos confucianos. Durante la Guerra Imjin, Joseon movilizó pocas unidades militares con el ejército nan. Su defensa dependía en gran medida de la movilización de los soldados ciudadanos en caso de emergencia. Cuando Japón invadió Corea, Joseon desplegó un total de 84 500 soldados regulares. Durante la primera invasión, el ejército de Joseon no fue rival, por el gran número de invasores armados con arcabuces y la combinación de sus armas, y tuvo que retroceder hacia el norte, a Pyeongyang. Cuando la Marina y el Ejército Virtuoso cortaron las líneas de suministro, el ejército regular pudo obligar a los japoneses a regresar a Busan después de muchas batallas estratégicas. Durante la Tregua de 1595-1596, Seonjo se dio cuenta de lo importante que era el ejército y trató de reformarlo con la ayuda de los generales Ming, y estableció centros de entrenamiento. Ryu Seong-ryong, el primer ministro, examinó las causas de las desventajas coreanas, determinó por qué los japoneses los habían invadido tan rápidamente y señaló las fallas de sus sistemas de defensa. Ryu también señaló el alto grado de eficiencia y de organización del ejército japonés, ya que les tomó solo un mes obtener Hanseong. Observó cómo los japoneses movían sus unidades en maniobras complejas, a menudo debilitando a su enemigo con arcabuces y luego atacando con armas blancas. Estas reformas ayudaron al ejército de Joseon a repeler la segunda invasión del ejército japonés y ganar la guerra.

### La rebelión de Yi Gwal
Después del golpe de Estado de Injo, el insatisfecho Yi Gwal, que había ayudado a Injo a ascender al trono, incitó una rebelión contra él por tratar de arrestar a su hijo, Yi Jeon. Al frente de 10.000 de sus soldados, ocupó Hanseong y lo reemplazó en el trono con su pariente Heungangun. Pero el ejército de Joseon dirigido por el general Jang Man retomó la capital y aplastó la rebelión. La rebelión de Yi Gwal debilitó a los militares, haciéndolos vulnerables al ataque de Later Jin.

### Conflictos Manchú-Joseon

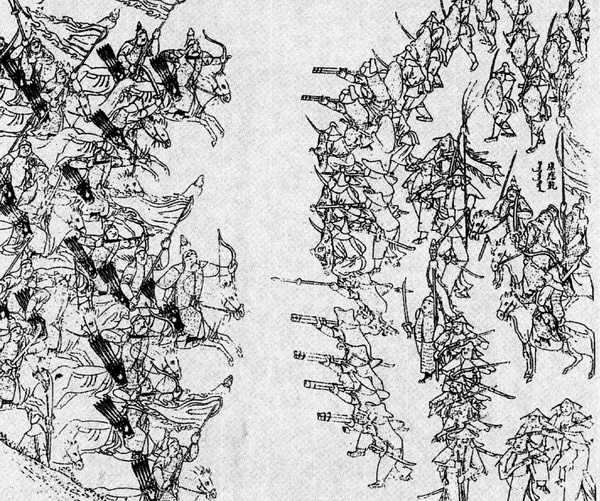
Una ilustración de la biografía de Nurhaci que representa la batalla de Sarhu (1619)

Los occidentales conservadores adoptaron una política de línea dura hacia la dinastía Jin Posterior dirigida por los yurchen, manteniendo su alianza con la dinastía Ming. Los Jin Posterior, que se habían mantenido en general amistosos con Joseon, lo comenzaron a considerar como un enemigo. Han Yun, que participó en la rebelión de Yi Gwal, huyó a Manchuria e instó al gobernante Jin Posterior, Nurhaci, a atacar Joseon; de este modo se rompió la relación amistosa entre la dinastía Jin Posterior y Joseon.

#### Batalla de Sarhu
En 1619 el comandante Gang Hong-rip dirigió la Fuerza Expedicionaria de Joseon para enfrentarse al ejército Jin Posterior en la batalla de Sarhū, aliado con el ejército Ming. Pero las fuerzas aliadas fueron derrotadas y perdieron dos tercios de efectivos en ella. Los yurchen liberaron a los cautivos y les permitieron regresar a su tierra natal. Gang Hong-rip, sin embargo, se quedó por su dominio del idioma yurchen. Más tarde, al general Gang se le hizo creer que su familia había muerto en la agitación política durante un golpe de Estado en su reino natal de Joseon. Para vengarse de la corte de Joseon, instó a Jin a invadir Joseon, lo que condujo a la primera invasión manchú de Corea en 1627. Solo durante las negociaciones de paz descubrió que había sido engañado.
La inferioridad de los mosqueteros de Joseon ante la caballería manchú dio lugar a una revisión de las tácticas militares en Corea. En décadas anteriores, la Guerra de Imjin se consideraba una demostración del dominio de las armas de fuego, y Joseon ajustó las fuerzas militares en consecuencia. Ni uno ni otro bando en combate contaba con una caballería de choque eficaz para aprovechar las vulnerabilidades de los mosqueteros sin apoyo. Después de la derrota en Sarhū, las fuerzas de Joseon revisaron su doctrina para tener lanceros apoyando a los mosqueteros.

#### Invasión de Joseon por Jin Posterior
En 1627, la caballería manchú de 30 000 jinetes, al mando del general Amin (阿敏) y el exgeneral coreano Gang Hong-rip, invadió Joseon, pidiendo la restauración de Gwanghaegun y la ejecución de los líderes occidentales, incluido Kim Ja-jeom. El general Jang Man volvió a luchar contra Jin Posterior pero no pudo repeler la invasión. Una vez más, Injo huyó a la isla de Ganghwa. Mientras tanto, Jin, que no tenía motivos para atacar a Joseon, decidió regresar para prepararse para la guerra contra los Ming, lo que favoreció el restablecimiento de la paz. Las dinastías Jin Posterior y Joseon fueron declaradas naciones hermanas, y la primera se retiró de la península de Corea. No obstante, la mayoría de los occidentales mantuvieron su política de línea dura a pesar de la guerra. Nurhaci, que en general tenía buenas opiniones sobre Corea, no volvió a invadir Corea; pero cuando Nurhaci murió y le sucedió Hong Taiji  como gobernante, Jin comenzó a buscar nuevamente una oportunidad para otra guerra. El rey Injo brindó refugio al general Ming Mao Wenlong y sus tropas después de que huyeron de Jin Posterior y fueron a Corea; esta acción provocó una nueva invasión de Corea por Jin Posterior.

#### Invasión Qing de Joseon

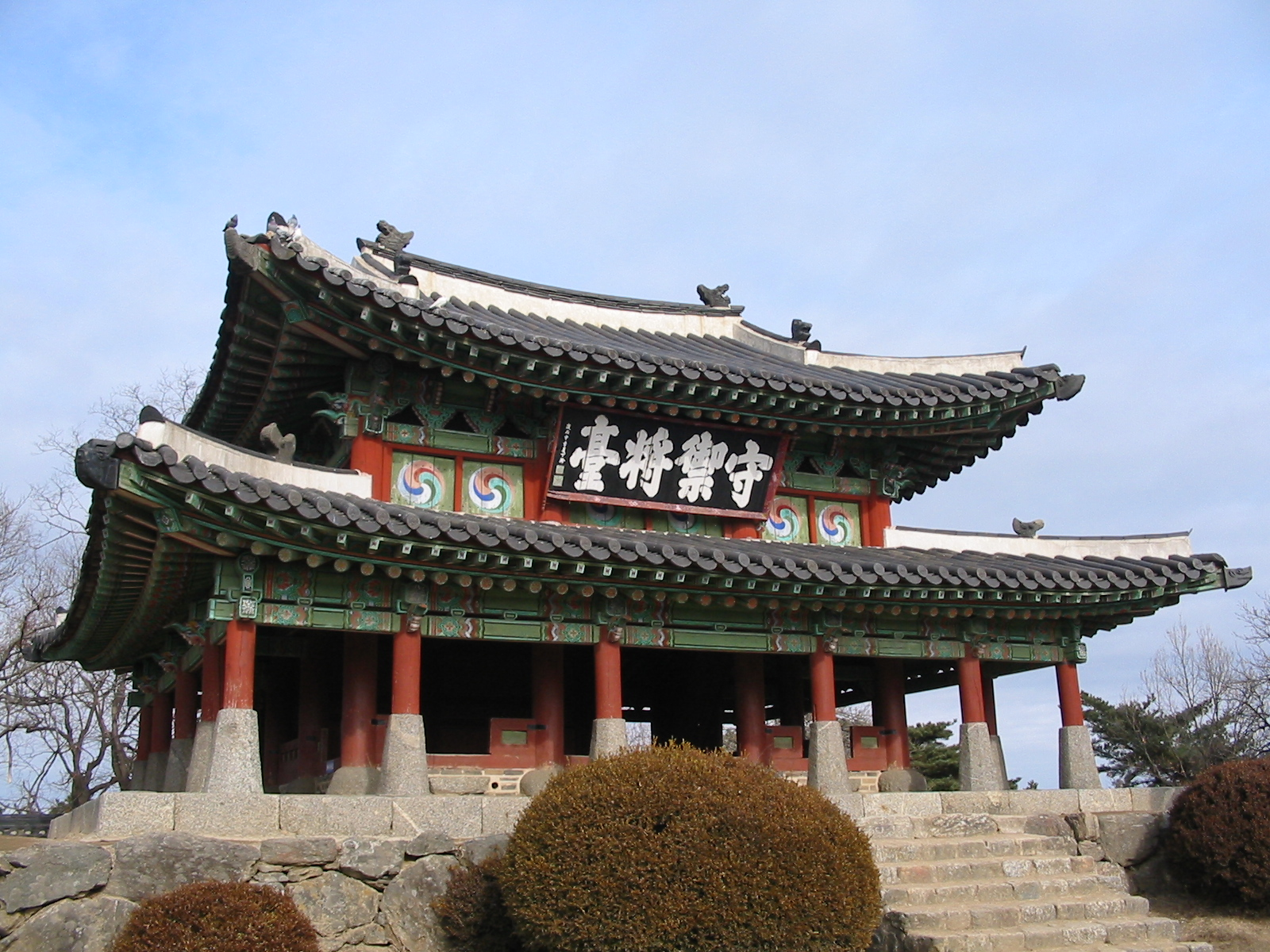
Sueojangdae, el puesto de mando de Namhansanseong, la última batalla de asedio de la invasión Qing

En 1636, Hong Taiji cambió oficialmente el nombre de su dinastía a la dinastía Qing y encabezó una nueva invasión de Joseon. Las fuerzas Qing evitaron deliberadamente la batalla con el general Im Gyeong Eop, un destacado comandante del ejército de Joseon que custodiaba la fortaleza de Uiju en ese momento. Un ejército Qing de 128 000 hombres marchó directamente a Hanseong antes de que Injo pudiera escapar a la isla Ganghwa, empujando a Injo a la fortaleza de la montaña Namhan. Se quedaron sin alimentos y suministros después de que los manchúes cortaran todas las líneas de comunicaciones durante el asedio. Injo finalmente se rindió ceremoniosamente a la dinastía Qing, inclinándose ante Hong Taiji nueve veces como sirviente de Hong Taiji y aceptando el Tratado de Samjeondo, que requería que Injo enviara a su primer y segundo hijo a China como cautivos. Joseon se convirtió de este modo en un estado tributario de la dinastía Qing, y los Qing conquistaron la Llanura Central en 1644. Aunque perdieron la guerra, la actuación de los coreanos dejó una fuerte impresión en los manchúes. El primer emperador de la recién declarada dinastía Qing escribió más tarde: «Los coreanos son incapaces de montar a caballo, pero no transgreden los principios de las artes militares. Sobresalen en la lucha contra la infantería».

### Expansión militar

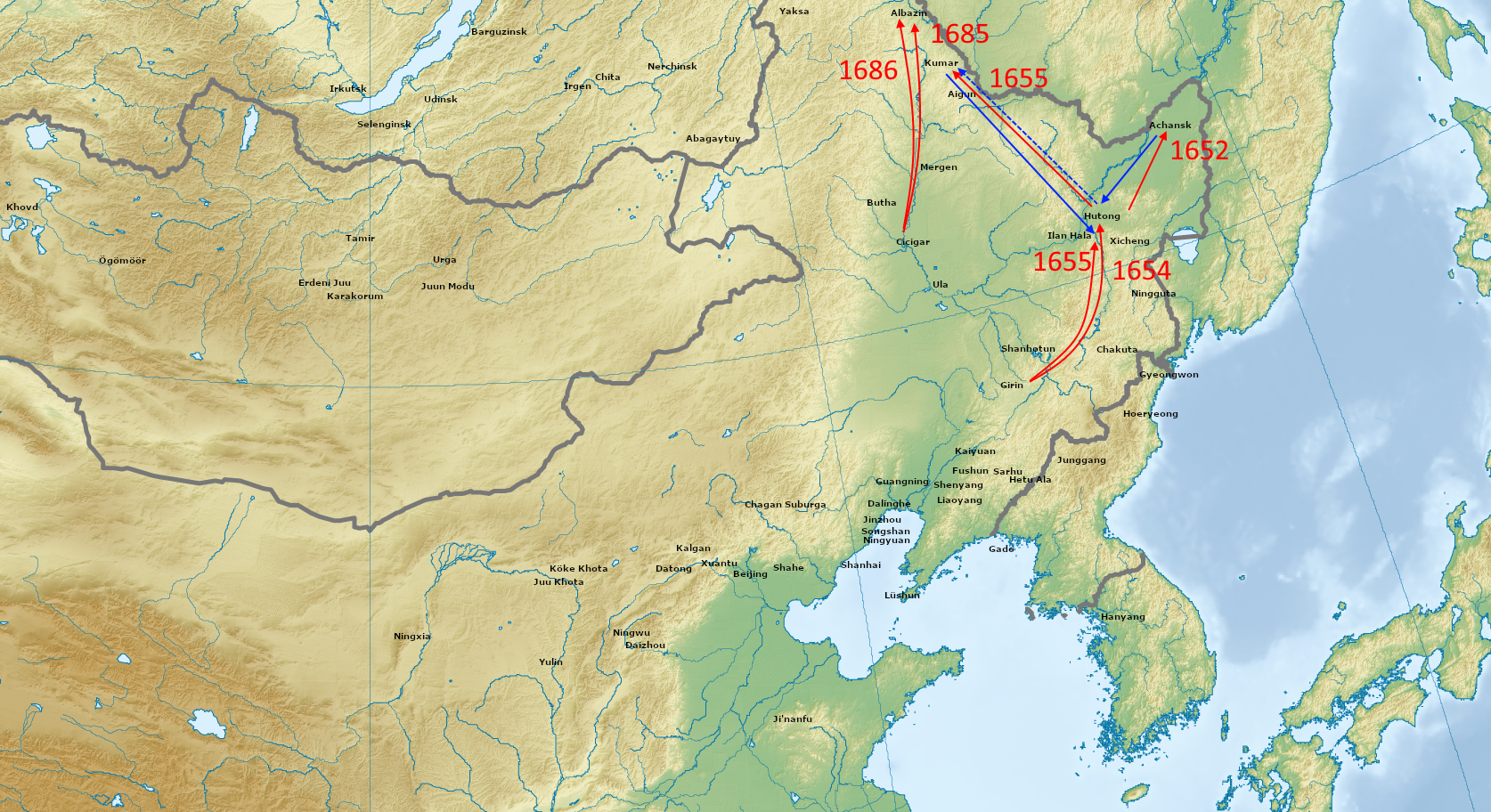
Batallas fronterizas Ruso-Qing. El Ejército y la Armada de Joseon ayudaron a los Qing en Hutong dos veces.

Hyojong ascendió al trono después de la muerte de Injo y Sohyeon, comenzó a reformar y expandir el ejército de Corea . Primero, eliminó a Kim Ja-jeom, quien había corrompido la política y tenía más poder que el propio rey. Luego, llamó a su corte a Song Si-yeol ( Hangul : 송시열 Hanja :宋時烈) y a Kim Sang-heon, quienes apoyaron la guerra contra la dinastía Qing. Su expansión militar fue masiva y también construyó varias fortalezas fronterizas a lo largo del río Yalu, donde Joseon y Qing compartían una frontera. Cuando un grupo de marineros holandeses, incluido Hendrick Hamel, llegó a la isla de Jeju, Hyojong les ordenó que construyeran mosquetes para el ejército, por lo que era la primera vez que usaban armas de fuego desde la guerra de Imjin. Hyojong no pudo implementar su plan cuando su hijo Hyeonjong lo detuvo ya que Joseon se había convertido en un estado tributario de la dinastía Qing. La dinastía Qing continuó prosperando, expandiéndose rápidamente hacia el oeste después de conquistar con éxito a los Ming en 1644. Dado que los manchúes asimilaron el enorme ejército chino en el suyo, se volvieron demasiado poderosos para resistir. Aunque reformado y ampliado, el ejército de Joseon no fue rival contra las fuerzas combinadas de Manchú y China. Además, la dinastía Qing comenzó a tratar a Joseon como su amigo y aliado más cercano. Después de la muerte de Hyojong, Hyeonjong ascendió al trono y continuó la expansión militar de su padre y la reconstrucción de la nación, devastada por la Guerra de los Siete Años y dos invasiones manchúes.

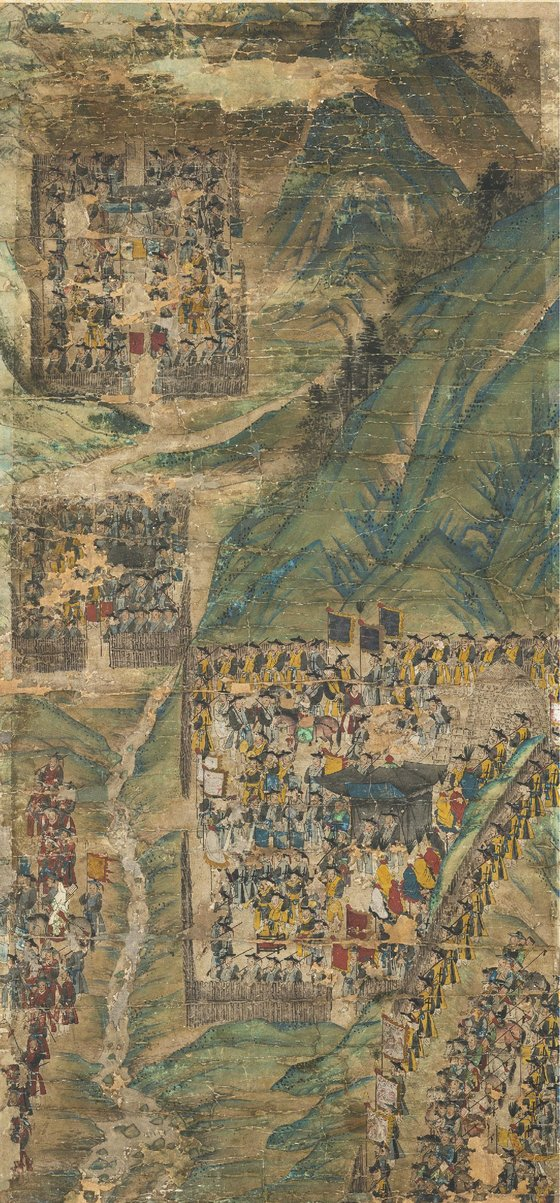
Pintura de soldados del gobierno preparándose para luchar contra los rebeldes de Hong Gyeong-Rae

### Campañas del Norte
El Naseon Jeongbeol  (hangul: 나선정벌; hanja: 羅禪征伐), conocido también como la «Supresión de los rusos» o la campaña del Norte, comenzó cuando el ejército ampliado de Joseon se puso en acción por primera vez en 1654 para responder a la solicitud de ayuda de la dinastía Qing para luchar contra los invasores rusos. 150 mosqueteros de Joseon, junto con 3000 manchúes, se enfrentaron al ejército ruso en la batalla de Hutong (en hangul 호통; hanja: 好通), actual Yilan, que acabó con la victoria de las fuerzas aliadas Qing-Joseon. En 1658, Hyojong envió tropas nuevamente para ayudar a la dinastía Qing contra Rusia. Envió a 260 mosqueteros y artilleros de Joseon dirigidos por Shin Ryu para unirse a las fuerzas del gobernador militar de Ninguta, Sarhuda. La fuerza conjunta navegó por los ríos Hurka y Sungari y se encontró con las tropas rusas bajo el mando de un cosaco de Amur, Onufrij Stepanov, cerca de la desembocadura del río Sungari en el Amur; en la lucha el contingente ruso dejó 270 muertos y fue expulsado del territorio manchú. Las batallas contra Rusia demostraron que la reforma de Hyojong había estabilizado al ejército de Joseon, aunque nunca se volvió a poner en acción. A pesar de estas confrontaciones, Rusia y Joseon continuaron manteniendo buenas relaciones.

### La rebelión de Hong Gyeong-rae
En el siglo XIX, los parientes reales controlaban la corte real a través de reyes débiles, lo que provocó que el ejército se debilitara aún más. Hong Gyeong-rae lideró una insurrección de Yangban y de agricultores empobrecidos que no estaban contentos con el trato que les daba el gobierno central y los impuestos opresivos. En su apogeo, la rebelión controló la mayor parte del área al norte del río Cheongcheon, incluida la ciudad fortificada de Jeongju, para resistir las invasiones de Manchuria (parte del Imperio Qing). Cada vez que los rebeldes tomaban un distrito, abrían los graneros del gobierno y distribuían el grano a la gente. Sin embargo, los insurgentes sufrieron derrotas desastrosas en dos batallas y fueron obligados a retirarse a Jeongju, que fue sitiada por las fuerzas gubernamentales. La rebelión fue sofocada unos meses después, el 29 de mayo, cuando aquellas hicieron una brecha en la muralla con una carga de pólvora. Miles de personas implicadas o atrapadas en el levantamiento, incluidos niños de tan solo 10 años, fueron ejecutadas. Hong Gyeong-rae murió en los combates. Otros líderes rebeldes también resultaron muertos en batalla o ejecutados.

### Incursiones extranjeras en Corea

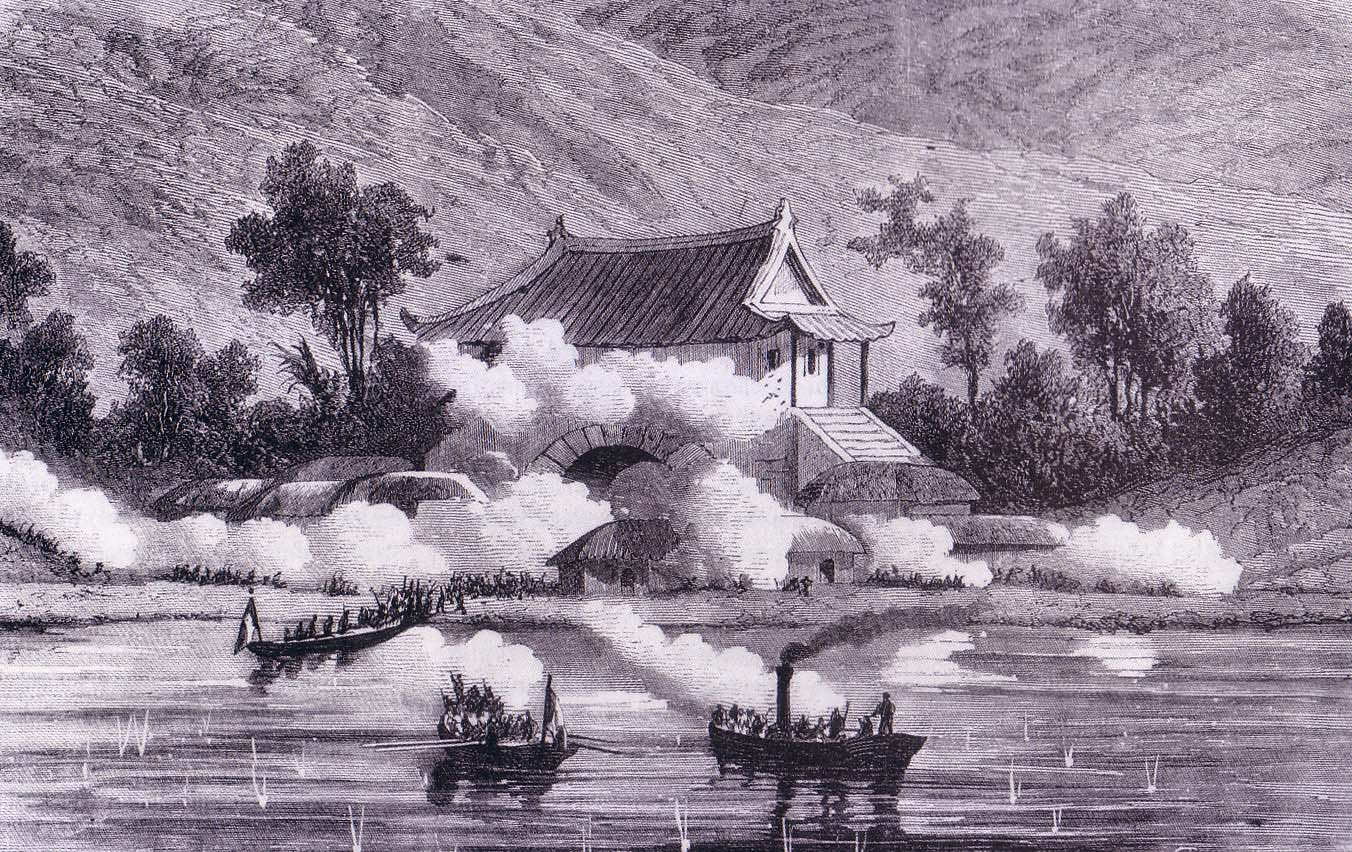
Un grupo de desembarco francés que se enfrenta al ejército de Joseon

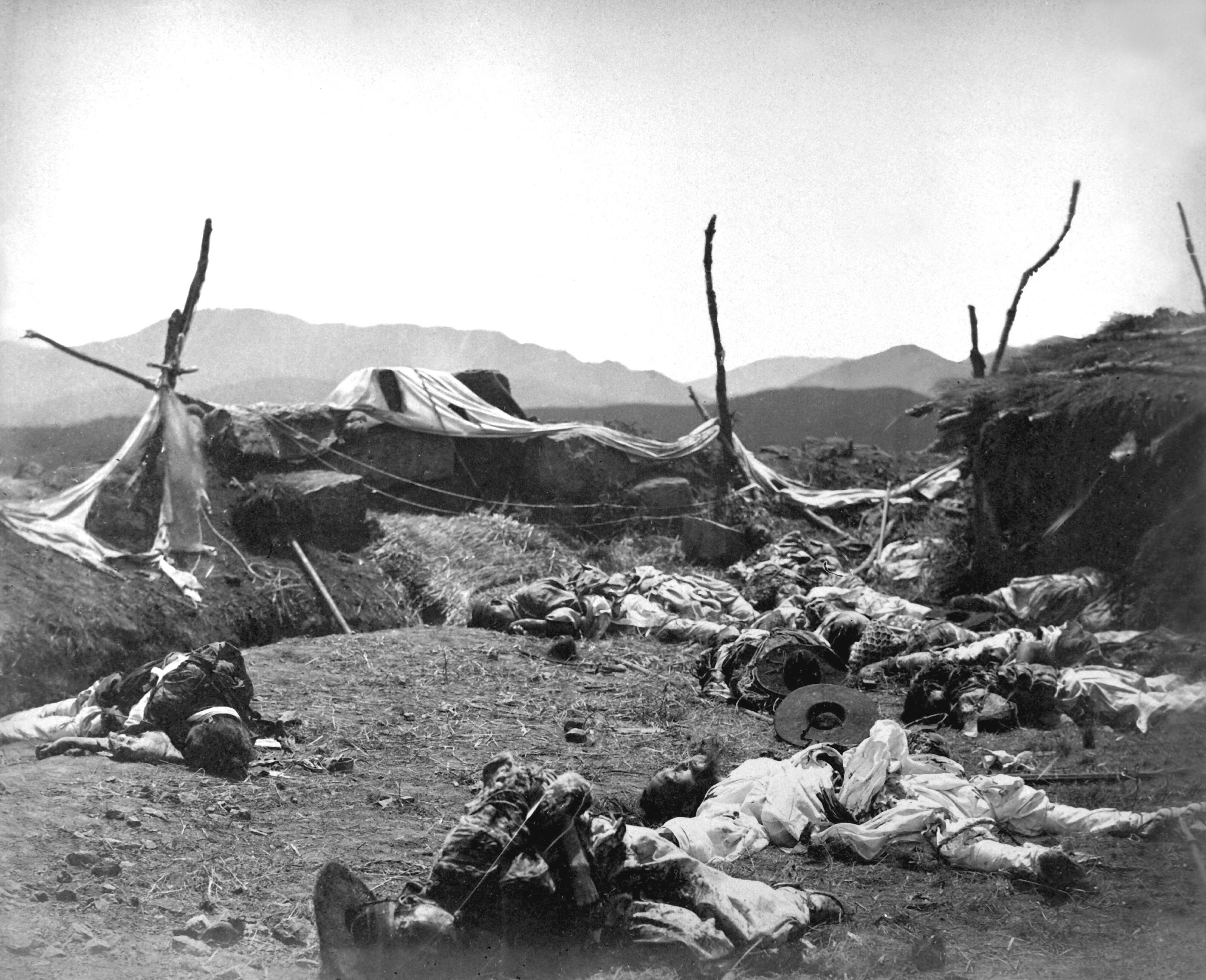
Bajas coreanas, tras el ataque a Fort Sondolmok (Fort McKee) por Felice Beato

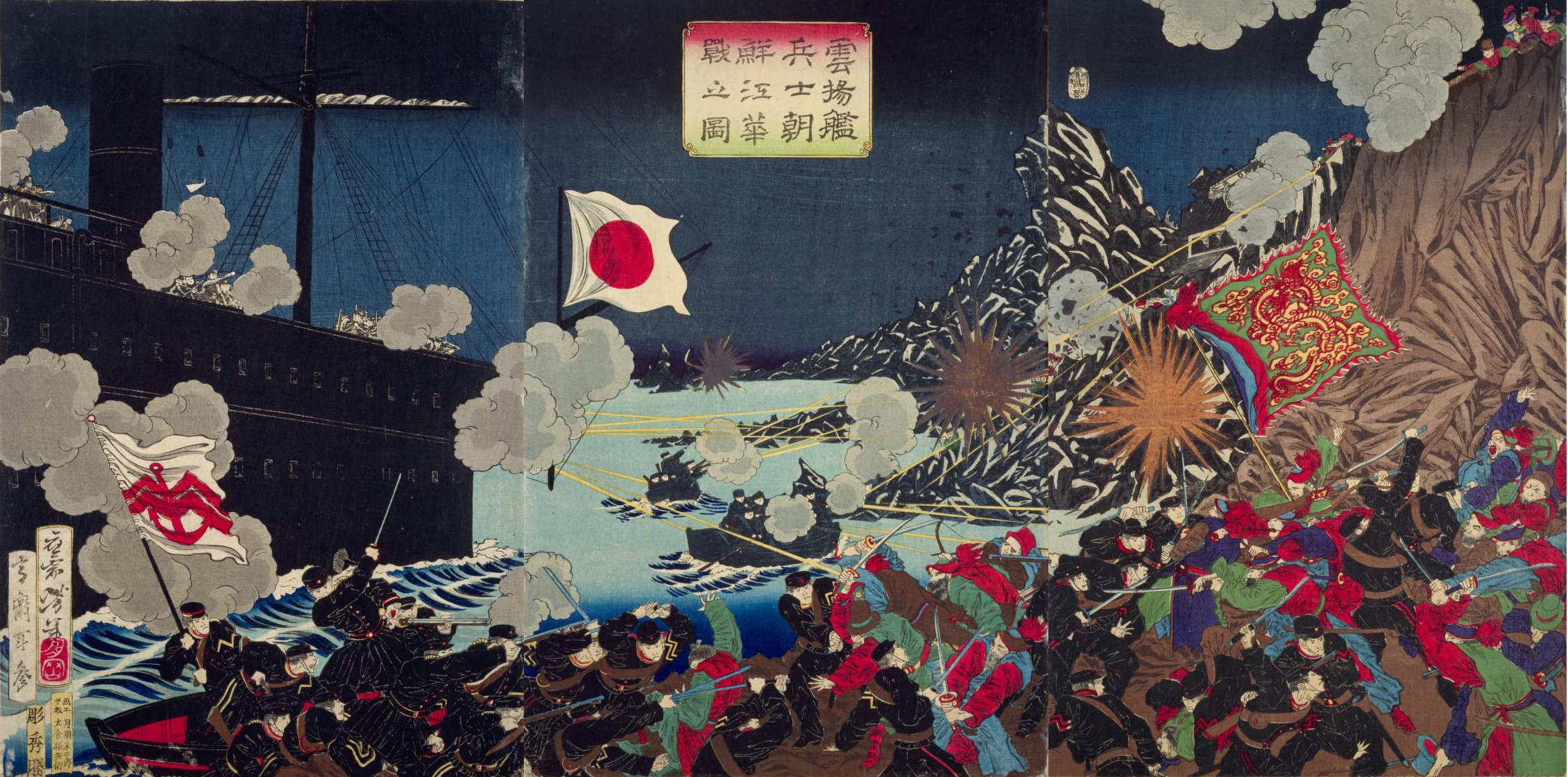
El desembarco de las fuerzas de Un'yō en la isla de Ganghwa. Grabado en madera japonés.

Las políticas de aislamiento de Joseon permitieron que los militares dispararan contra barcos extranjeros. Cuando el USS General Sherman llegó a la isla de Ganghwa, solicitó al gobierno que abriera el comercio, pero el ejército hundió su barco y mató a su tripulación. En 1866, los franceses lanzaron una supuesta expedición a la isla de Ganghwa para exigir que el gobierno liberara a los sacerdotes católicos, pero los Cazadores de Tigres los rechazaron. Encabezaron la defensa de Ganghwa con el ejército. Los franceses abandonaron el lugar durante el invierno, cuando recibieron noticias de que los sacerdotes habían escapado. En 1871, los estadounidenses también lanzaron una supuesta expedición para exigir que el gobierno se abriera al comercio y se disculpara por el Incidente del General Sherman. Los Cazadores de Tigres nuevamente encabezaron la defensa, pero el ejército y sus fortalezas costeras no pudieron igualar su poder de fuego. Veinte coreanos fueron capturados como moneda de cambio para los estadounidenses, pero fueron liberados antes de que se retiraran después de un fracaso diplomático. Estas pequeñas victorias y derrotas diplomáticas extranjeras hicieron que el Ejército de Joseon no viera su inferioridad frente a los ejércitos modernos. Japón saqueó la isla de Ganghwa  como represalia por el ataque lanzado contra su cañonera Un'yō cuando estaba explorando los alrededores de la isla; esto tuvo como consecuencia que finalmente Joseon se abriera al comercio y modernizara el ejército, lo que en última instancia conduciría al desarrollo de las fuerzas armadas del Imperio Coreano.

## Organización

Números e información de las Fuerzas Armadas de Joseon

El sistema de mando del ejército consistía en que uno o dos comandantes provinciales de cada provincia comandaban una base provincial, y cada condado y ciudad tenía su propio comandante. El ejército de Joseon estaba compuesto por soldados de infantería, arqueros, mosqueteros, artillería, caballería y soldados de élite, los pengbaesu y gabsa. Los pengbaesu eran soldados de a pie con escudo. El gabsa era la categoría más alta de soldados que servían como soldados de infantería de élite y caballería (o infantería montada). En una formación de batalla típica, un oficial de alto rango mandaba las tropas de Joseon. Un oficial de rango medio con dos oficiales de bajo rango a su lado conducía una formación de batalla que constaba de pengbaesu al frente, artilleros siguiéndolos, lanceros detrás de ellos y arqueros en la retaguardia. Los gapsa protegían la formación en los flancos izquierdo y derecho, a pie o a caballo. Sus oficiales en el ejército de Joseon procedían exclusivamente de la clase yangban, y eran nombrados por el rey. Aun así, valoraban la erudición por encima de la guerra como algo indigno de un erudito caballero confuciano. La calidad de los generales coreanos variaba. Algunos oficiales coreanos eran capaces, y otros en cambio eran hombres que no habían dedicado mucho tiempo al estudio de la guerra, preferían el tiro con arco, la escritura, la práctica de su caligrafía y la lectura de los clásicos confucianos.

### Consejo de Defensa Fronteriza de Joseon
El Consejo de Defensa Fronteriza de Joseon fue un órgano administrativo supremo establecido por el gobierno central después del Disturbio de los Tres Puertos. Permitió a los altos oficiales militares, Jibyeonsa Jaesang (en hangul, 지변사재상; en hanja, 知邊司宰相), participar en el proceso de establecer maniobras de seguridad para vigilar meticulosamente los problemas de la frontera.

### Sistemas de Defensa Nacional
El gobierno de Joseon estableció varios sistemas de defensa para establecer ejércitos provinciales y formar milicias y coordinar el ejército central.

#### SistemaJingwan
El Sistema Jingwan era un sistema de defensa provincial que data de la Dinastía Goryeo, basado en la construcción de fortalezas en lugares estratégicamente importantes. Aun así, dejaba algunas partes del país abiertas a la invasión, y si una caía, suponía una catástrofe en cualquier guerra. En 1457 d. C., el rey Sejo reorganizó el sistema de defensa para asegurar tantas fortalezas defensivas como fuera posible y mejorar de este modo la profundidad defensiva. Comprendía un Jujin, la fortaleza principal comandada por un Byeongsa, un comandante militar provincial que se encargaba de la defensa regional y daba órdenes a los comandantes de unidades inferiores. Un Geojin, una unidad administrativa local de tamaño mediano comandada por un Byeongmajeoljesa o Cheomjeoljesa (comandante militar de Geojin) entre la capital provincial y los pequeños pueblos locales llamados Jejins, que estaban comandados por los principales magistrados locales o un comandante militar. Con esta organización estratégica, un Jingwan luchaba y defendía sus provincias, y cada provincia tenía varios Jingwan independientes. Los comandantes locales debían estar estacionados en sus lugares de destino, conocer la topografía local interna y externa, redactar el plan de operaciones, entrenar a los soldados locales y defender su distrito defensivo movilizando a sus soldados locales en caso de conflicto. Sin embargo, cuando se producía una invasión masiva, no había suficientes soldados para defender las provincias, ya que también era un sistema de defensa de fuerzas dispersas. Requería el uso concentrado de fuerzas locales para defender sus perímetros de defensa, y la regla Bupiljeoktajinjijobeob evitaba que las provincias se ayudaran entre sí. Necesitaban de comandantes militares del gobierno central que no conocían el terreno de una provincia familiar.

#### SistemaJeseungbangryak
El ejército de Joseon movilizaba sus tropas a través del sistema Jeseungbangryak. Permitía a los comandantes militares del gobierno central controlar las tropas reunidas desde el ejército principal hasta los ejércitos locales y provinciales. Pero los oficiales locales no podían responder individualmente a una invasión extranjera fuera de su jurisdicción hasta que un general de mayor rango, designado por la corte real, llegaba con un ejército recién movilizado. Fue un sistema altamente ineficiente, ya que las fuerzas cercanas permanecerían estacionarias hasta que el comandante fronterizo móvil llegara a la escena y tomara el control. Y en segundo lugar porque el general designado a menudo procedía de una región exterior. Era poco probable que el general estuviera familiarizado con el entorno natural, la tecnología disponible y el personal de la región invadida. Finalmente, como el gobierno nunca llegó a mantener el ejército principal, una parte importante de las fuerzas estaba constituida por soldados bisoños y mal entrenados reclutados a última hora.

#### SistemaSogo
Seonjo estableció el Sistema Sogo en 1593, un sistema de milicia durante la guerra de Imjin basado en el sistema de milicia chino Ming y los textos militares. Creía que el carácter comunitario de las fuerzas de defensa evitaría que la población desertara y permitiría que el país respondiera más rápidamente a las invasiones. Bajo este sistema, los magistrados del condado o los comandantes del ejército organizaron a todas las familias de la sociedad Joseon de pueblos y condados en ejércitos de milicias con estructuras de mando jerárquicas. Tenía disponibilidad de recursos para mantener y recompensar a los soldados. Cinco hogares contribuían cada uno con un hombre para formar la unidad básica, un o. Los o en un pueblo o ciudad se fusionaron progresivamente y se organizaron en escuadrones de once hombres (tae) que incluían un líder de escuadrón (taech'ong), estandartes de tres escuadrones (ki), compañías de tres estandartes (ch'o), y batallones de cinco compañías (sa), cinco batallones constituían un regimiento (yŏng) de aproximadamente 2475 hombres. Los ejércitos de Sogo tuvieron un rendimiento desastroso durante las invasiones manchúes debido a la mala gestión de los magistrados de los condados y la corrupción absoluta, que los llenó de soldados viejos, débiles y enfermos. Durante el reinado de Heonjong, quedaron reducidos a una fuerza laboral de corveas, y sus comandantes de guarnición operaron en los ámbitos de la seguridad pública y la pacificación como captura de ladrones y matanza de tigres.

#### Sistema de Comando de Guarnición
Después de la invasión manchú de Corea, Injo estableció el Sistema de Comando de Guarnición (Yŏngjang chedo) para hacerse cargo del entrenamiento y la preparación militar de Joseon, y liberó la administración militar de la interferencia civil de los magistrados provinciales. El Sistema de Comando de Guarnición reemplazó el reclutamiento con el servicio militar obligatorio universal, que, al igual que el sistema Sogo, requería que todos los ciudadanos de Joseon se alistaran porque la mayoría de las regiones carecían de una base demográfica suficiente para mantener a más de tres. Durante el reinado de Yeongjo, el número de guarniciones había aumentado a cuarenta y nueve, con nueve en Pyeongan y seis en la provincia de Hamgyŏng. Las otras provincias tenían al menos cinco, excepto Kangwŏn, que todavía solo podía mantenerse allí.El deber principal de los comandantes de guarnición (yŏngjang) era administrar la estructura militar provincial y comandar las guarniciones. También desempeñaron un papel concurrente de alguaciles (t'op'osa), pasando de la defensa militar a la persecución de criminales y represeión de disturbios locales. Los magistrados fueron designados con frecuencia como comandantes de guarnición, separando sus funciones solo nominalmente. Sin embargo, los militares podían ser designados por separado para un comando de guarnición en las regiones del sur sin publicar un magistrado concurrente (paech'i). No obstante, los comandantes de guarnición en toda la península fueron cada vez más responsables de las actividades de policía civil a expensas de sus deberes militares.

#### SistemaHyang'yong
Una organización militar descentralizada creada para reclutar y movilizar ejércitos provinciales para defender las fronteras y mantener el orden público en las regiones locales. El ejército provincial se encargaba de mantener el orden público y defenderse de amenazas externas, como incursiones de bandidos o invasiones extranjeras. En tiempos de crisis, el gobierno central también podría movilizar a los ejércitos provinciales para apoyar al ejército central en la lucha contra las amenazas externas. El sistema se basaba en el principio de la autodefensa local. Bajo este sistema, cada provincia tenía su propio ejército, que estaba organizado y mantenido por el gobierno local. El gobernador general de cada provincia era responsable de los asuntos civiles y militares y tenía el poder de formar y mantener un ejército provincial. El ejército provincial estaba compuesto por soldados que eran reclutados entre la población local, en su mayoría plebeyos pobres y esclavos presionados para el servicio a través de corveas. Los soldados eran entrenados y equipados por el gobierno local y organizados en unidades como regimientos, batallones y compañías, y estaban comandados por oficiales designados por el gobernador general. Los rangos y la organización del ejército provincial eran similares a los del ejército central, pero con algunas variaciones. Sin embargo, el sistema también fue criticado por ser descentralizado e ineficiente, y por obstaculizar la capacidad del gobierno central para movilizar a las fuerzas armadas en tiempos de crisis. Como resultado, muchos literatos y funcionarios realizaron esfuerzos periódicos para reformar la organización militar de la dinastía Joseon en numerosas ocasiones, incluida la centralización de las fuerzas armadas y el establecimiento de un ejército permanente. A pesar de estas críticas, el sistema Hyang'yong siguió siendo una parte importante de la organización militar de la dinastía Joseon hasta el final de la dinastía a fines del siglo XIX.

## Guardia Real

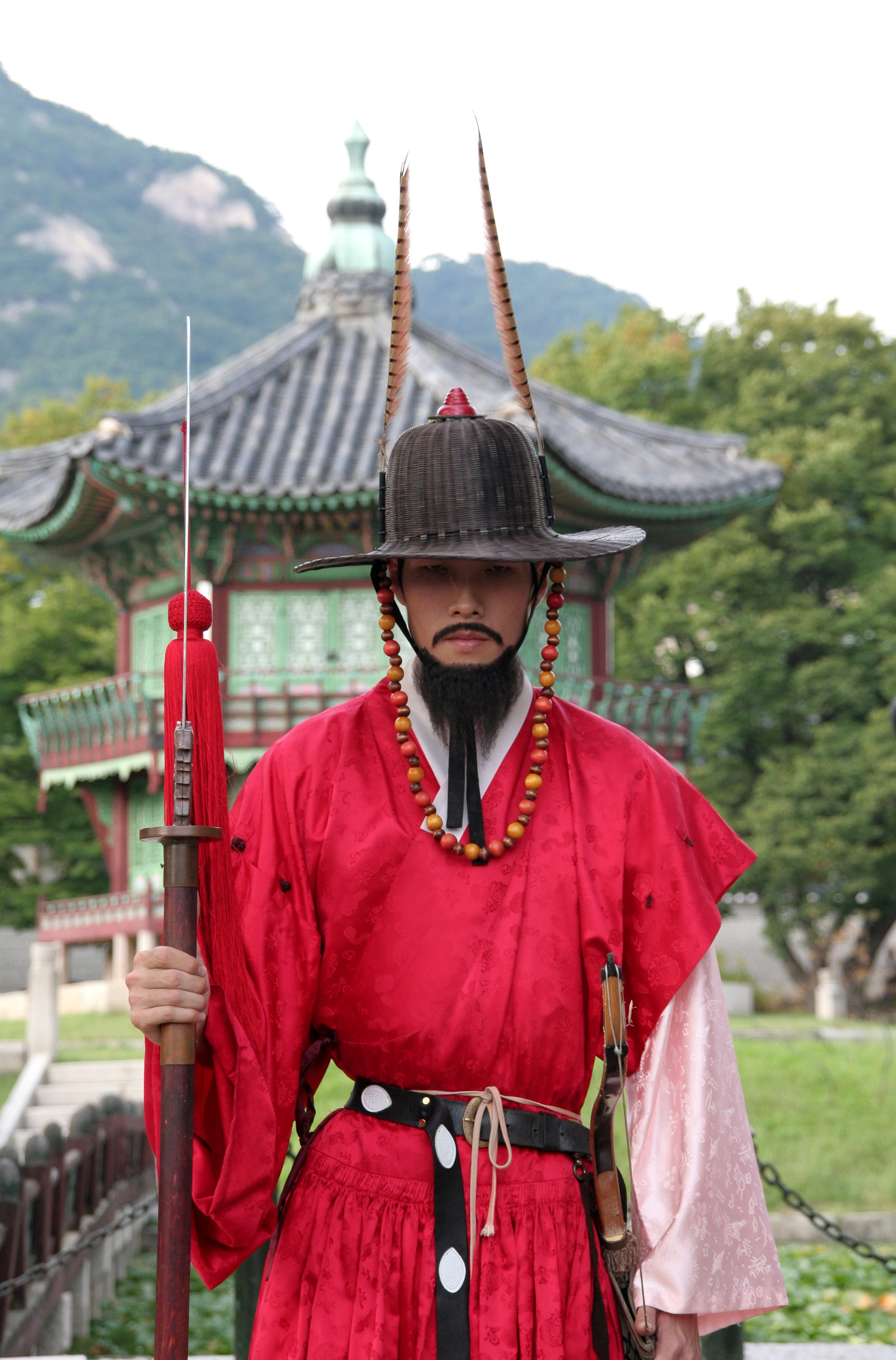
Guardia real coreana en el Palacio Gyeongbokgung durante una recreación

La Guardia Real de la Dinastía Joseon era un grupo de élite de soldados responsables de proteger al Rey y a la familia real y defender el Geumjung (禁裏), la residencia del rey. Sumaban hasta 50-200 hombres encargados de proteger el palacio y escoltar al rey. Se dividieron en varias unidades diferentes, cada una con sus propias responsabilidades específicas. Los Naegeumwi (내금위), los guardias internos que protegían los aposentos del rey y atendían sus necesidades personales, eran elegidos entre los soldados más leales y confiables y estaban altamente capacitados en artes marciales. Los Gyeonggukdae (경국대) eran guardias de élite, responsables de proteger al Rey y al palacio real. También eran responsables de mantener el orden y evitar la entrada no autorizada al palacio. Los Gyeomsabok (겸사복) eran los guardias que patrullaban los terrenos del palacio y las murallas exteriores. Eran responsables de mantener el orden y evitar la entrada no autorizada al palacio. Los Woorimwi (우림위) eran los arqueros que custodiaban las puertas del palacio y eran responsables de disparar flechas a cualquier posible intruso. Los Jungrowi (중로위) eran los guardias que escoltaban al rey y otros funcionarios importantes en asuntos oficiales fuera del palacio. En 1666, el rey Hyeongjong estableció el Howechung, un grupo selecto de soldados de élite de la dinastía Joseon que eran responsables de proteger el sello del rey y otros documentos reales importantes. También sirvieron como la unidad de élite del ejército central, ya que los reyes Joseon asignaron una cierta cantidad de unidades para servir en él.

### Guardia de Restricción
En 1623, el rey Hyeongjong estableció la Guardia de Restricción (Geumgun) integrando Naegeumwi, Gyeomsabok, Woorimwi y Jungrowi en la Oficina de la Guardia de Restricción (Geumguncheong). La Guardia de Restricción, también conocida como Geumgun en coreano, era un grupo selecto de soldados altamente capacitados que servían como guardaespaldas personales de la familia real de la Dinastía Joseon. Eran responsables de proteger al rey y a los miembros de su familia inmediata, así como a importantes funcionarios gubernamentales y palacios. Los miembros de la Guardia de Restricción fueron seleccionados entre los soldados más hábiles y leales del reino. Se sometieron a un riguroso entrenamiento en artes marciales, tiro con arco, equitación y otras habilidades de combate. Además de su entrenamiento de combate, la Guardia de Restricción también recibió educación en el confucianismo, la filosofía dominante de la época. Los miembros de la Guardia de Restricción se distinguían por sus distintivos uniformes negros y el uso de caballos negros. También estaban equipados con armas especiales, como el geom, un tipo de espada coreana, y el gakgung, un tipo de arco coreano. La Guardia de Restricción jugó un papel importante en el mantenimiento del orden y la estabilidad dentro del reino, y eran conocidos por su lealtad a la familia real y su disposición a sacrificar sus vidas en defensa del trono.
La Oficina de la Guardia de Restricción, también conocida como Geumguncheong en coreano, fue la sede administrativa de la Guardia de Restricción durante la Dinastía Joseon. Era responsable de supervisar la formación, el despliegue y la gestión de la Guardia de Restricción. El Geumguncheong estaba ubicado dentro del complejo del palacio y estaba encabezado por un funcionario gubernamental de alto rango conocido como Geumgunjang, quien era designado por el rey. El Geumgunjang era responsable de supervisar las operaciones diarias de la Guardia de Restricción y garantizar que cumpliera con sus deberes y responsabilidades. El Geumguncheong también era responsable de administrar las finanzas de la Guardia de Restricción, incluido su presupuesto para armas, equipos y suministros. Además, desempeñó un papel clave en la coordinación con otras agencias gubernamentales para mantener la ley y el orden dentro del reino. El Geumguncheong fue una institución importante en la dinastía Joseon, ya que la Guardia de Restricción desempeñó un papel fundamental en el mantenimiento de la estabilidad del reino y la protección de la familia real.

### Guardia Dragón Tigre
En 1755, el rey Yeongjo cambió el nombre de la Guardia de Restricción a Guardia del Tigre Dragón (Yonghoyeong); su número total de miembros aumentó a 700. Era una unidad militar especial de la dinastía Joseon que se encargaba de proteger el palacio real y la persona del rey. El nombre «Yonghoyeong» significa 'guardia del tigre dragón' y se refiere a las dos criaturas míticas que se creía que simbolizaban la fuerza y el poder. Sus miembros eran seleccionados entre los soldados más hábiles del reino. Se sometieron a un riguroso entrenamiento en artes marciales, tiro con arco y otras habilidades de combate, así como en el uso de armas de fuego, que se introdujeron en Corea durante este período. La Guardia del Tigre Dragón se distinguió por sus uniformes rojos y el uso de estandartes y banderas rojas. Sus miembros también estaban equipados con armas especiales, como mosquetes de mecha y lanzas de bambú. La Guardia del Tigre Dragón desempeñó un papel fundamental en el mantenimiento de la seguridad del palacio real y la persona del rey, así como en la represión de las rebeliones y el mantenimiento de la ley y el orden en todo el reino. Sus miembros eran conocidos por su valentía, lealtad y destreza marcial, y se les consideraba entre los soldados de élite de la dinastía Joseon.

### Jangyongyoung
En 1793, el rey Jeongjo estableció el Jangyongyoung . La unidad estaba compuesta por soldados seleccionados entre la gente común en lugar de la clase aristocrática, y estaba destinada a servir como un ejército permanente que pudiera desplegarse rápidamente para defender el reino en tiempos de crisis. La Guardia Jangyongyeong recibió su nombre de un famoso tratado militar escrito durante la dinastía Goryeo, que enfatizaba la importancia del entrenamiento y la disciplina militar. Los soldados de la Guardia Jangyongyeong se sometieron a un riguroso entrenamiento en artes marciales, tiro con arco y otras habilidades de combate, y estaban equipados con armas de fuego modernas, como mosquetes y rifles. A diferencia de la Guardia de Restricción y la Guardia del Tigre Dragón, que estaban compuestas por soldados de la aristocracia, la Guardia Jangyongyeong estaba abierta a los plebeyos que demostraran habilidades marciales excepcionales y lealtad al rey. Esta fue una desviación significativa de la jerarquía social tradicional de la dinastía Joseon, que otorgaba una gran importancia al nacimiento y la educación aristocráticos. La Guardia Jangyongyeong desempeñó un papel importante en la defensa del reino contra las amenazas externas. También desempeñó un papel en la represión de las rebeliones internas y el mantenimiento de la ley y el orden en todo el reino. El establecimiento de la Guardia Jangyongyeong fue una de las reformas militares más importantes del rey Jeongjo y ayudó a modernizar y fortalecer las capacidades militares de la dinastía Joseon.

### Wanggung Sumunjang

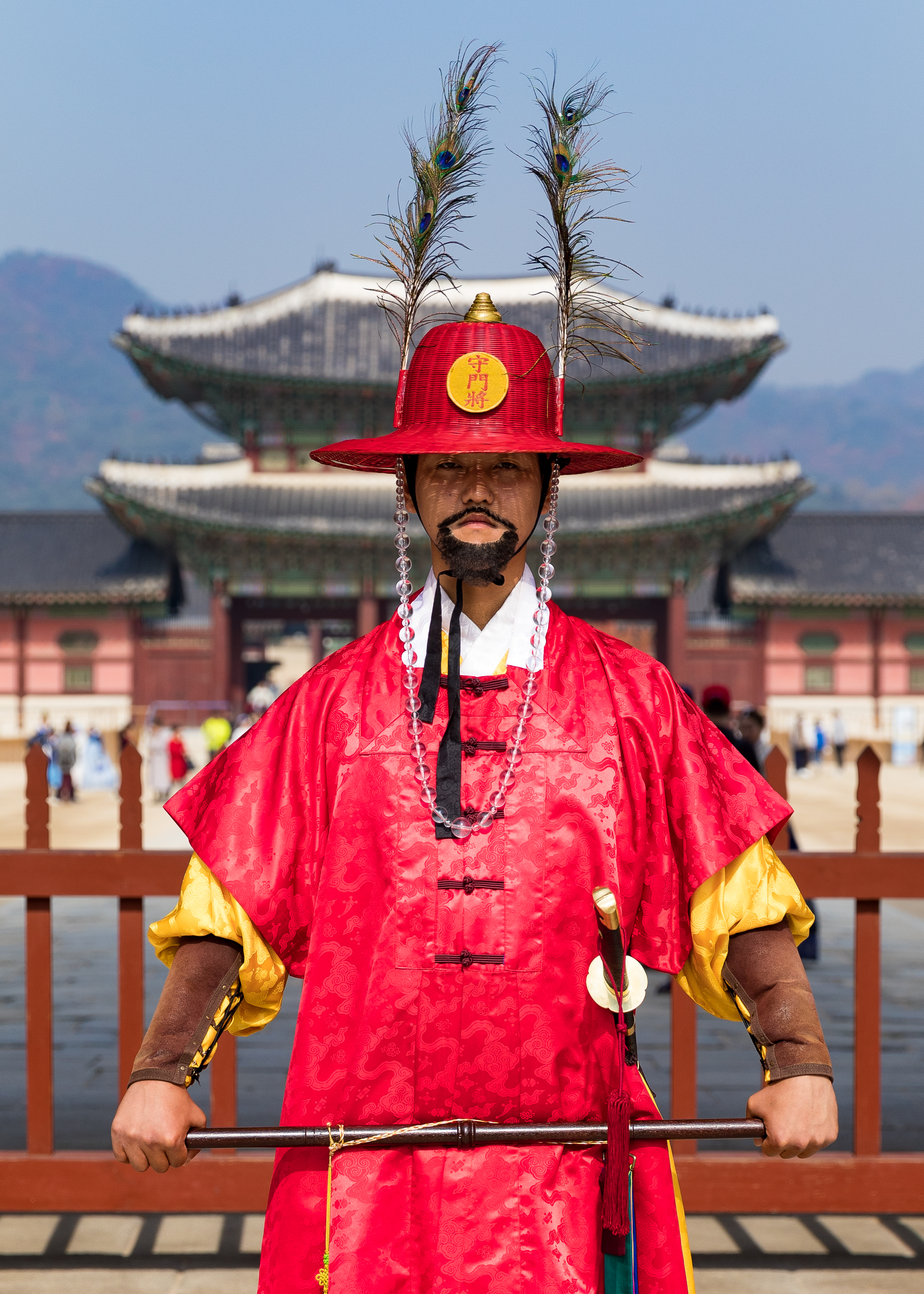
Sumunjang (수문장), guardián principal de las puertas de los palacios reales.

Los Guardianes del Palacio Real del Rey, Wanggung Sumunjang (왕궁수문장), o Sumungun, también conocido como Suwonjang o simplemente Suwon, eran una unidad especial de la Guardia Real en la Dinastía Joseon de Corea. Los Sumungun eran responsables de proteger las puertas y los muros de los cinco palacios reales y las puertas de la ciudad de Hanseong, y también patrullaban las áreas circundantes para evitar cualquier entrada no autorizada. Eran muy hábiles en artes marciales y armamento, y fueron entrenados para usar una variedad de armas, incluidas espadas, lanzas y arcos. En 1469, el Rey Yejong estableció los Guardianes del Palacio Real del Rey como una organización separada del cuerpo principal de la Guardia Real. El rey Yeongjo estableció el Sumunjangcheong (守門將廳) para administrarlos. Fueron reclutados de la clase plebeya y, a menudo, se los denominaba «soldados plebeyos» o «soldados de baja cuna», a diferencia de los soldados aristocráticos que componían la mayoría de la Guardia Real. A pesar de su estatus social más bajo, los Sumungun eran conocidos por su feroz lealtad a la familia real y su habilidad en el combate. Se distinguían por sus llamativos uniformes, que incluían una chaqueta roja con ribetes negros y un sombrero negro con una pluma blanca. Sus uniformes estaban diseñados para ser prácticos y elegantes, y a menudo estaban decorados con patrones y diseños intrincados. Además de sus deberes como guardias, los Sumungun también desempeñaron un papel en varias ceremonias y eventos oficiales dentro de la corte real. Por ejemplo, participaban en desfiles militares y otros actos públicos, y también servían como escoltas de miembros de la familia real.

## Ejército Central
El ejército central de Joseon, también conocido como el Ejército Real o el Ejército de la Capital, fue la principal fuerza militar de la dinastía Joseon, que gobernó Corea desde 1392 hasta 1897. El ejército central era responsable de la defensa del reino y el mantenimiento de la ley y el orden. El ejército central tenía su cuartel general en la ciudad capital de Hanyang (ahora Seúl) y estaba bajo el control directo del rey. El rey nombraba a un comandante militar, conocido como Saejeong, para supervisar las operaciones del ejército. Sus soldados eran reclutados de todo el reino y entrenados en tácticas y habilidades militares. Estaban organizados en varias unidades, incluyendo infantería, caballería y artillería. El ejército central estaba equipado con una variedad de armas y equipos, incluidos rifles, espadas y cañones. El ejército central desempeñó un papel importante en la defensa del reino contra las potencias extranjeras y en el mantenimiento del orden interno.
El rey Taejo estableció el ejército central (Gyeonggun) en 1392, y su ejército, que derrocó a la dinastía Goryeo, sirvió como base. En 1393, estableció el Cuartel General de los Tres Ejércitos (Ŭihŭng Samgunbu). Fue la principal fuerza militar a principios de la dinastía Joseon y tenía unos 16 000 hombres inicialmente, pero en 1448 aumentó a unos 28 000 hombres. El cuartel general pasó a llamarse Cinco Comandos Militares (Owi; en hangul: 오위; hanja: 五衛) por el rey Sejo, convirtiéndolo en la base del ejército central. Después de la Guerra de Imjin, el rey Seonjo reemplazó los Cinco Comandos por su ineficacia con el Ejército Permanente de Defensa de la Capital (수도 방어 상비군) que constaba de Cinco Campamentos Militares (ogunyeong; en hangul: 오군영; hanja,  五軍營) y la Oficina de Escolta (Howicheong) para defender la capital y la provincia de Gyeonggi.Además del ejército central estaba la Oficina Directa Militar Especial (Byeolgunjigcheong).
El ejército central participó en varios conflictos importantes a lo largo de la dinastía Joseon, como la Guerra Imjin (1592-1598) contra Japón y las invasiones Qing de Joseon (1636-1637). Aunque fue la principal fuerza militar de la dinastía Joseon, no siempre estuvo bien financiado o equipado. Los soldados a menudo tenían que proporcionar sus propias armas y equipos, y no siempre se les pagaba a tiempo. Sin embargo, los soldados del ejército central se dedicaron a su deber y jugaron un papel importante en la defensa y estabilidad del reino.

### Rangos
| Rango              | Hangul | Notas |
| ------------------ | ------ | --- |
| Mariscal           | 원수   | El rango militar más alto, que ostenta el comandante en jefe del ejército de Joseon en tiempos de guerra y es responsable del mando general y la planificación estratégica.                      |
| General            | 대감   | El segundo rango militar más alto, ocupado por oficiales superiores que comandaron grandes ejércitos y desempeñaron un papel importante en la estrategia y planificación militar.                |
| Teniente general   | 정감   | El tercer rango militar más alto, ocupado por oficiales que eran responsables de liderar divisiones o cuerpos de soldados y ayuda al general en la planificación estratégica.                    |
| Mayor general      | 추사   | El cuarto rango militar más alto, ocupado por oficiales que comandaban regimientos o brigadas de soldados.                                                                                       |
| General de brigada | 상장   | El quinto rango militar más alto, ocupado por oficiales que dirigieron batallones o unidades más pequeñas de soldados.                                                                           |
| Coronel            | 병장   | Un oficial superior que comandaba un regimiento o un batallón. |
| Teniente coronel   | 명장   | Un oficial de nivel medio que se desempeñó como adjunto de un coronel o que comandó un batallón o una compañía.                                                                                  |
| Mayor              | 장관   | Un oficial subalterno que comandaba una compañía o un pelotón de soldados. |
| Capitán            | 위관   | Un oficial que comandaba una compañía o una sección de soldados. |
| Teniente           | 병관   | Un oficial que se desempeñó como adjunto de un capitán o que comandó un pelotón de soldados. |
| Alférez            | 중관   | El rango de oficial comisionado más bajo en el ejército de Joseon, ocupado por oficiales que comandaban un pequeño grupo de soldados o sirvieron como asistentes de oficiales de mayor rango.    |
| Sargento           | 상등병 | Un suboficial que ha servido durante un cierto período de tiempo y ha demostrado capacidad de liderazgo. Se les pueden dar responsabilidades adicionales, como la formación de jóvenes soldados. |
| Cabo               | 중등병 | Un suboficial que lidera un equipo de soldados y ayuda al líder de su pelotón. |
| Soldado            | 화장   | Un soldado alistado que sirve en una variedad de roles, que incluyen infantería, artillería, logística y apoyo médico.                                                                           |

### Gapsa

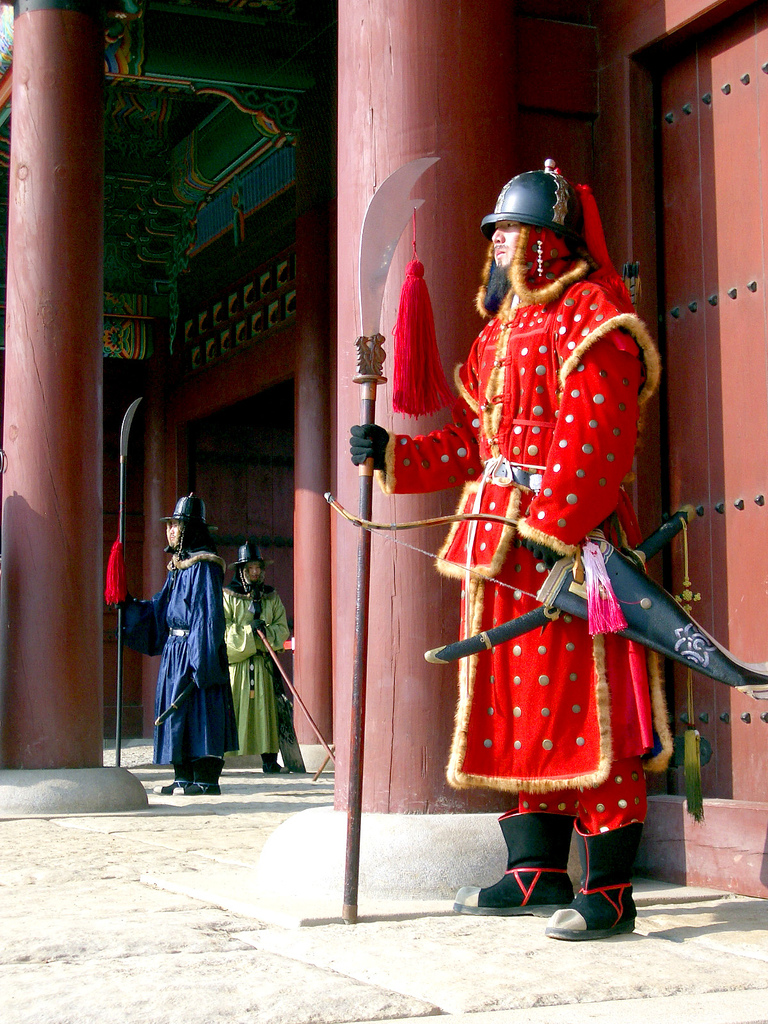
Gapsa (갑사) haciendo guardia con una armadura dudumiggap (hangul, 두두미갑; hanja, 頭頭味甲).

Los gapsa (en hangul, 갑사) son los guardias de palacio y los hombres de armas, los guerreros de élite del ejército central que eran una unidad militar muy respetada y privilegiada. Eran conocidos por su valentía, habilidades marciales y lealtad al rey. Llevaban una armadura pesada, que consistía en un peto, un casco y protectores de brazos hechos de hierro o cuero. Estaban armados con espadas, lanzas y arcos, y eran muy hábiles en artes marciales y equitación. Se establecieron por primera vez durante el reinado del rey Taejong (r. 1400-1418) como guardia personal del rey y su palacio. Inicialmente, estaban compuestos por soldados que se habían distinguido en la batalla. Aun así, su proceso de selección se volvió más riguroso con el tiempo, y los candidatos se sometían a pruebas físicas y marciales para garantizar su idoneidad para la unidad. Eran escasos en número, con solo unos pocos cientos de miembros en un momento dado. Se dividieron en tres rangos: gapsa daegam (甲士大監), gapsa junggam (甲士中監) y gapsa sogam (甲士少監), siendo el primer rango el más antiguo. Los miembros de la gapsa estaban exentos de impuestos y corveas. Se les otorgaron privilegios especiales, como portar armas públicamente y usar títulos honoríficos específicos.
En la época del rey Seongjong, alrededor de la época de la publicación de Gyeongguk Daejeon, sumaban alrededor de 14 800. La unidad tenía varias ramas, cada una con sus funciones específicas. El Gyeonggapsa (en hangul, 경갑사) era el cuerpo principal de gapsa y estaba estacionado en la ciudad capital de Seúl. Su deber principal era proteger al rey y al palacio real. Eran considerados la rama más prestigiosa de gapsa e incluían a los miembros de la unidad más calificados y respetados. El Yanggyegapsa (en hangul, 양계갑사)) estaba estacionado en las regiones fronterizas de Pyeongan-do y Hamgyeong-do. Sus deberes incluían proteger la frontera, reprimir los levantamientos locales y mantener el orden en estas regiones remotas. El Gigapsa (en hangul, 기갑사) era una unidad de caballería de la gapsa. Su deber principal era proporcionar al ejército principal capacidades de reconocimiento y respuesta rápida. Eran muy hábiles para montar a caballo y a menudo se usaban para ataques sorpresa contra posiciones enemigas. El Chakhogapsa (en hangul, 짜호갑사) era una unidad de la gapsa especializada en cazar y matar tigres. Los tigres eran una amenaza significativa para la población rural de Corea, y los Chakhogapsa fueron entrenados para lidiar con este peligro. Eran conocidos por su valentía y habilidad para cazar tigres y eran muy respetados por los lugareños.
Inicialmente, los gapsa fueron elegidos entre los hijos de Yangban y se sometían a un entrenamiento riguroso, que incluía la realización de varias tareas de baja categoría, como preparar caballos y armamentos. Los oficiales del ejército reclutaban a los gapsa en función de su competencia en artes marciales. Cuando un gapsa completaba su servicio militar en Gyeonggapsa, recibía una comisión y un cuarto rango de acuerdo con la Ley Geogwan. Sin embargo, llenar las filas de Gapsa fue complejo debido a que la clase dominante evitaba el servicio militar. Durante la Guerra Imjin, Seonjo disolvió el Gapsa con los Cinco Comandos Militares y los convirtió en el Sistema Sogo por su insuficiencia.

### Cinco Comandos Militares
Los Cinco Comandos Militares (Owi; en hangul, 오위, en hanja, 五衛) fueron las cinco divisiones principales del ejército central durante la Dinastía Joseon en Corea. El sistema Owi fue una parte importante de la estructura social y política de la dinastía Joseon y desempeñó un papel clave en el mantenimiento del orden público y la estabilidad en la ciudad capital de Hanyang y sus alrededores. El término Owi significa literalmente 'cinco guardias' o 'cinco defensas'. El sistema Owi se estableció en el siglo siglo XV durante el reinado del rey Sejong, y se mantuvo hasta después de la guerra de Imjin, cuando el ejército de Joseon experimentó reformas significativas. Cada división constaba de cuatro brigadas, cada una con unos 2000 gapsa que constituían la fuerza central entre ellas, y los Cinco Comandos las administraban a través del Cuartel General (Owido), reclutando personas de todas las provincias y la capital.
Las cinco divisiones de los Owi eran:
- Jeongnan Owi (정남오위): responsable de la parte sur de la capital, incluido el palacio real.
- Jeongbuk Owi (정북오위): responsable de la parte norte de la capital, incluidas las puertas de la ciudad.
- Seo Owi (서오위): responsable de la parte occidental de la capital, incluidos los mercados y distritos comerciales.
- Dong Owi (동오위): responsable de la parte este de la capital, incluidas las oficinas gubernamentales.
- Nam Owi (남오위): responsable de la parte sureste de la capital, incluidos los ríos y vías fluviales.

Cada división de Owi estaba encabezada por un Owi daegam (오위대감), que era responsable de la gestión general de la división, incluido el reclutamiento, entrenamiento y despliegue de soldados. Los Owi estaban compuestos por soldados seleccionados de la clase común y noble. Sin embargo, el proceso de selección era riguroso e implicaba pruebas físicas y marciales, así como una verificación de antecedentes para asegurarse de que los candidatos no tuvieran antecedentes penales o deslealtad al rey. También eran responsables de proteger el palacio real, responder a emergencias como incendios y desastres naturales, servir como fuerza de reserva para el ejército principal y eran llamados a participar en campañas militares cuando era necesario.

### Ejército Permanente de Defensa de la Capital
El Ejército Permanente de Defensa de la Capital era una fuerza militar altamente entrenada y bien equipada responsable de la defensa de la ciudad capital de Hanyang (actual Seúl) y sus alrededores. El Ejército Permanente de Defensa de la Capital se estableció a fines del siglo XVI, durante el reinado del rey Seonjo, y estaba compuesto por soldados seleccionados de las diversas unidades militares en todo el reino que eran entrenados en las últimas tácticas y equipos militares. Era responsable de mantener la ley y el orden en la ciudad capital y protegerla de las amenazas externas, incluidas las invasiones de fuerzas extranjeras. Tenía la tarea de hacer cumplir las leyes y reglamentos del rey, así como de proteger a la familia real y a los funcionarios. El Ejército Permanente de Defensa de la Capital estaba equipado con una variedad de armas y equipos, incluidas armas de fuego, artillería y fortificaciones. También era responsable de mantener un sistema efectivo de comunicación y recolección de inteligencia, lo que le permitía responder rápida y efectivamente a amenazas potenciales. Una de las funciones clave del Ejército Permanente de Defensa de la Capital era mantener un estado de preparación en todo momento. Se requería que los soldados se sometieran a entrenamiento y simulacros regulares para garantizar que estuvieran preparados para responder a cualquier amenaza potencial. También eran responsables del mantenimiento de las fortificaciones y otras estructuras defensivas en la ciudad capital y sus alrededores. Durante tiempos de guerra, el Ejército Permanente de Defensa de la Capital desempeñó un papel clave en la defensa de la ciudad capital y sus alrededores. A menudo se complementaba con otras unidades militares de todo el reino, incluida la Unidad de Escolta, el Comando de la Guardia Real, el Comando de los Accesos del Norte y el Comando de Entrenamiento Militar.

### Comando de los Cinco Ejércitos
El Comando de los Cinco Ejércitos (ogunyeong) defendía Hanseong y las fortalezas circundantes principalmente en la provincia de Gyeonggi. Cada rey estableció uno o más campamentos durante su reinado. El ogunyeong comenzó en septiembre de 1593 como un único campamento militar cuando el rey Seonjo y Ryu Seong-Ryong establecieron el Comando de Entrenamiento Militar (Hunlyeondogam, en hangul, 훈련도감, traducido alternativamente como Comando de Entrenamiento Militar). La agencia dividió cuidadosamente al ejército en unidades y compañías. Las compañías tenían arqueros, arcabuceros, espadachines y lanceros. La agencia estableció divisiones del ejército en cada región de Corea y batallones de guarnición en los castillos. Los ciudadanos de clase alta y los esclavos estaban sujetos al reclutamiento. Todos los hombres tenían que ingresar al servicio militar para ser entrenados y familiarizados con las armas. También fue por esta época que el erudito militar Han Gyo (한교) escribió el manual de artes marciales Muyejebo, basado en el libro Jixiao Xinshu del famoso general chino Qi Jiguang. La agencia inicialmente tenía menos de 80 soldados y pronto creció a unos 10 000. En 1622-1624, Injo estableció tres campamentos más para contrarrestar las invasiones Qing después de la rebelión de Yi Gwal, el Comando de la Guardia Real (Eoyeongcheong), el Comando de los Accesos del Norte (Chongyungcheong) y el Comando de Defensa Real (Sueocheong). El Comando de la Guardia Real tenía 260 soldados de artillería para defender las murallas de la ciudad de Hanseong y reprimir las rebeliones. Creció a 7000 soldados después de la invasión Qing, y durante el reinado de Hyojong, a 21 000 soldados. El Comando de los Accesos del Norte defendía las afueras del norte de Hanseong con la fortaleza de Bukhansanseong con 23 500 soldados. El Comando de Defensa Real defendía el sur de Hanseong con la fortaleza de Namhanseong con 16 500 soldados. Sukjeong estableció la Guarnición de la Capital (Geumwiyeong) para defender Hanyang y escoltar al rey con 85 000 soldados. Entre ellos había 30 000 soldados profesionales basados en los elementos militares de los otros cuatro campamentos militares. Fue reorganizado como ejército independiente por el rey Yeongjo. En 1704, el rey Sukjong asignó a la Agencia de Entrenamiento Militar, el Comando de la Guardia Real y la Guarnición de la Capital para que sirvieran como las Tres Guarniciones Militares (en hangul, 삼군영). Su deber era proteger las Tres Puertas Militares (Samgunmun; en hangul 삼군문; en hanja 三軍門) para fortalecer las defensas de Hanseong y escoltar al rey. En 1745, después de la Rebelión de Musin de 1728, el rey Yeongjo se dio cuenta de la confusión de deberes entre estos campos. Reorganizó las puertas con mayor detalle al dividir las responsabilidades de los campamentos militares para mantener el orden en la capital.

## Ejércitos provinciales
Los ejércitos provinciales de Joseon eran fuerzas militares que se establecieron en diferentes regiones de Corea durante la dinastía Joseon. Estas fuerzas eran distintas del ejército central de Joseon, que tenía su base en la ciudad capital y era responsable de defender todo el reino. Los ejércitos provinciales se crearon para brindar defensa y seguridad adicionales a regiones específicas de Corea. Fueron organizados y dirigidos por los gobernadores locales de cada provincia, quienes eran responsables de reclutar y entrenar soldados para el ejército y supervisar sus operaciones. Los soldados de los ejércitos provinciales se reclutaban entre la población local y, a menudo, eran agricultores u otros plebeyos que tenían algún entrenamiento o experiencia militar. Eran responsables de mantener la ley y el orden en su región, así como de defenderse de cualquier amenaza potencial, como bandidos o invasores extranjeros. Los ejércitos provinciales se organizaron en varias unidades, que incluían infantería, caballería y arqueros. Estaban equipados con una variedad de armas y equipos, como rifles, espadas y lanzas. Los soldados recibían entrenamiento en tácticas y habilidades militares, así como disciplina y lealtad a su gobernador local y a la dinastía Joseon. Aunque los ejércitos provinciales no estaban tan bien financiados ni tan bien equipados como el ejército central, jugaron un papel importante en la defensa y protección de las diferentes regiones de Corea durante el período Joseon. A menudo eran la primera línea de defensa contra amenazas potenciales y fueron una parte importante de la estrategia militar general de la dinastía Joseon.

### Rangos
| Rango                         | Hangul   | Notas                                                                                                |
| ----------------------------- | -------- | --- |
| Gobernador general            | 절대로   | El funcionario de más alto rango en una provincia, responsable de los asuntos civiles y militares.   |
| Vicegobernador general        | 부절대로 | El segundo funcionario de mayor rango en una provincia, que ayudó al gobernador general.             |
| Comandante del lado izquierdo | 좌수     | El oficial militar más alto de una provincia, responsable del mando general del ejército provincial. |
| Comandante de lado derecho    | 화수     | El segundo oficial militar más alto de una provincia, que ayudó al oficial al mando izquierdo.       |
| Comandante de regimiento      | 병령     | Un oficial que comandaba un regimiento, que constaba de varios batallones.                           |
| Comandante de batallón        | 만령     | Un oficial que comandaba un batallón, que constaba de varias compañías.                              |
| Comandante de la compañía     | 위       | Un oficial que comandaba una compañía, que constaba de varios pelotones.                             |
| Jefe de pelotón               | 환       | Un oficial que comandaba un pelotón, que constaba de varios escuadrones.                             |
| Jefe de escuadrón             | 장       | Un soldado alistado que comandaba un escuadrón, que constaba de varios soldados.                     |
| Soldado                       | 병부     | Un soldado alistado que servía en el ejército provincial.                                            |

### Ejército de despliegue provincial de la frontera noroeste
El Ejército de Despliegue Provincial de la Frontera Noroeste, o 서북병 배치 지방군 (Seobukbyeong Baechi Jibanggun) en coreano, fue una fuerza militar que estuvo estacionada en la región noroeste de Corea durante la dinastía Joseon. La fuerza se estableció en respuesta a la amenaza de invasión de las tribus Jurchen, que vivían en la región que ahora se conoce como Manchuria. El Ejército de Despliegue Provincial de la Frontera Noroeste fue responsable de defender la región fronteriza y mantener la ley y el orden en el área. La fuerza se se componía de unidades de infantería, caballería y arqueros. Los soldados eran reclutados de la población local y se les entrenaba en tácticas y habilidades militares. El Ejército de Despliegue Provincial de la Frontera Noroeste desempeñó un papel importante en la defensa de la región fronteriza de la invasión de las tribus Jurchen. Sin embargo, la fuerza se disolvió a fines del siglo XVI debido a la falta de fondos y recursos.

### Real Ejército Provincial
El Real Ejército Provincial, o 각지 근왕병 (Gakji Geunwangbyeong) en coreano, fue una fuerza militar establecida durante la dinastía Joseon para proteger a la familia real y los palacios reales ubicados en varias provincias de Corea. La fuerza estaba compuesta por soldados seleccionados por su lealtad y su capacidad para proteger a la familia real. El Real Ejército Provincial estaba organizado y dirigido por el gobernador local de cada provincia donde se ubicaba un palacio real. El gobernador era responsable de mantener y entrenar a los soldados del ejército y supervisar sus operaciones. El ejército estaba formado por soldados reclutados entre la población local y no formaba parte del ejército central de Joseon. El Real Ejército Provincial desempeñó un papel importante en la protección de la familia real y los palacios reales de posibles amenazas, tanto internas como externas. Sin embargo, la fuerza se disolvió a fines del siglo XIX debido a la falta de fondos y recursos.

## Equipo

### Uniformes

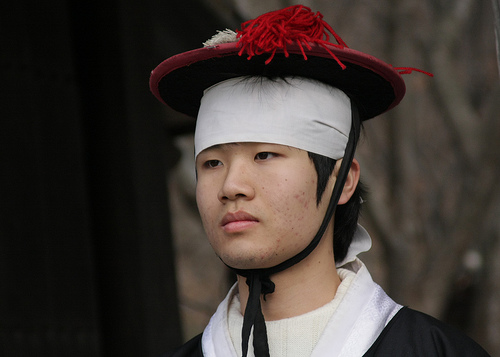
Jeonnip (전립), o llamado beonggeoji (벙거지), un sombrero coreano usado por el personal militar durante el período Joseon

Los soldados y oficiales vestían uniformes militares (kunbok, en hangul 군복, en hanja 軍服). Los soldados campesinos vestían túnicas militares negras (hyeopsu, en hangul 협수, en hanja 夾袖) con ribetes blancos y chalecos largos sin mangas azul claro (jeonbok, en hangul 전복, en hanja 戰服) en representación del ejército central y los ejércitos provinciales. Los soldados del Comando de Entrenamiento Militar usaban chalecos blancos. Los chalecos rojos representaban a la policía militar y los amarillos a las bandas militares. Los oficiales comisionados (generalmente militares yangban) vestían un abrigo de oficial militar rojo y amarillo o naranja (dongdari, en hangul 동다리, hanja 同多里) para oficiales de rango medio a alto y dongdari rojo y azul para oficiales de rango inferior con un jeonbok negro y un cinturón militar (jeondae, en hangul 전대, hanja 戰帶). Durante emergencias y tiempos de guerra, los oficiales, Pengbaesu y Gabsa vestían ropa de guerra (yungbok, en hangul 융복, hanja 戎服) distinguiendo el rango por color. El yungbok rojo con un cinturón militar azul representaba a los oficiales de alto rango. El yungbok azul con un cinturón militar rojo era para los oficiales de rango medio. El yungbok negro con un cinturón militar negro lo vestían los oficiales subalternos y los soldados y la caballería de élite. Los oficiales de rango alto y medio usaban sombreros llamados jeonrip. Los soldados de todos los rangos y los oficiales de bajo rango usaban sombreros llamados beonggeoji.

### Armadura
A principios de la dinastía, el ejército vestía cota de malla (swaejagab, en hangul 쇄자갑, hanja 鎖子甲) y armaduras de placas y mallas (gyeongbeongap, en hangul 경번갑, hanja 鏡幡甲) de finales de la dinastía Goryeo. Los reclutas campesinos usaban cascos pero no armadura. Sin embargo, la política militar de Joseon requería que los reclutas campesinos proporcionaran su propia armadura. Cota de malla, armadura de papel ( jigap, en hangul 지갑, hanja 紙甲), y armadura acolchada hecha de capas de algodón, planchas de hierro y (o) cuero (eomshimgap, en hangul 엄심갑, hanja 掩心甲) eran populares entre los soldados campesinos de los ejércitos provinciales, ya que ofrecían protección corporal a precios más bajos. Los conjuntos de armaduras de cuero que usan los soldados campesinos se llaman Pigabju (en hangul 피갑주, hanja 皮甲胄). El Pengbaesu del ejército central vestía cota de malla y armadura de placas. Aun así, ellos, junto con los Gabsa, usaban una forma tradicional de armadura coreana que persistió con las influencias de los mongoles durante los siglos siglo XIII y siglo XIV, armadura laminar ( jalgap, en hangul 찰갑, hanja 札甲). Era un conjunto completo de armadura metálica. Estaba compuesto por un casco que se asemejaba a los de caldera europeos con defensas de cota de malla o laminares adheridas al cuello, armadura corporal que llegaba hasta los muslos o las rodillas, y un conjunto de hombreras que protegían la parte superior del brazo.
A finales del siglo XVI, el dujeonggap (en hangul 두정갑, en hanja 頭釘甲) es el equivalente coreano de la brigantina . Los reclutas de Pengbaesu, Gabsa y campesinos usaban brigantinas hechas de capas de algodón, y las placas tejidas en la brigandina eran de hierro, cobre o cuero. Se convirtió en la forma principal de armadura coreana y, a menudo, llegaba por debajo de las rodillas cuando se usaba. El casco asume una forma cónica y tiene tres aletas que protegen los lados y la parte posterior de la cabeza. Los oficiales de alto rango usaban escamas de latón y los oficiales de rango medio-bajo usaban hierro. Los soldados de élite y la caballería vestían de hierro o cobre en el ejército principal, mientras que los soldados campesinos vestían de cuero en el ejército provincial.
En el siglo siglo XIX, el uso de armaduras del ejército de Joseon disminuyó, ya que las empleaban la caballería pesada y los generales, mientras que los soldados de infantería y la caballería ligera solo vestían uniformes. En 1867 se hizo un intento de desarrollar una armadura antibalística llamada Myeonje baegab, hecha de 13 a 30 hojas cosidas de textiles y algodón combinadas en un chaleco grueso para protegerse de la abrumadora potencia de fuego de los rifles desplegados por potencias occidentales como Francia y Estados Unidos. Aunque este intento coincidía parcialmente con el método actual de producción de chalecos antibalas, no parece haber resultado eficaz. A fines de la década de 1870, la armadura coreana cayó en desuso por completo.

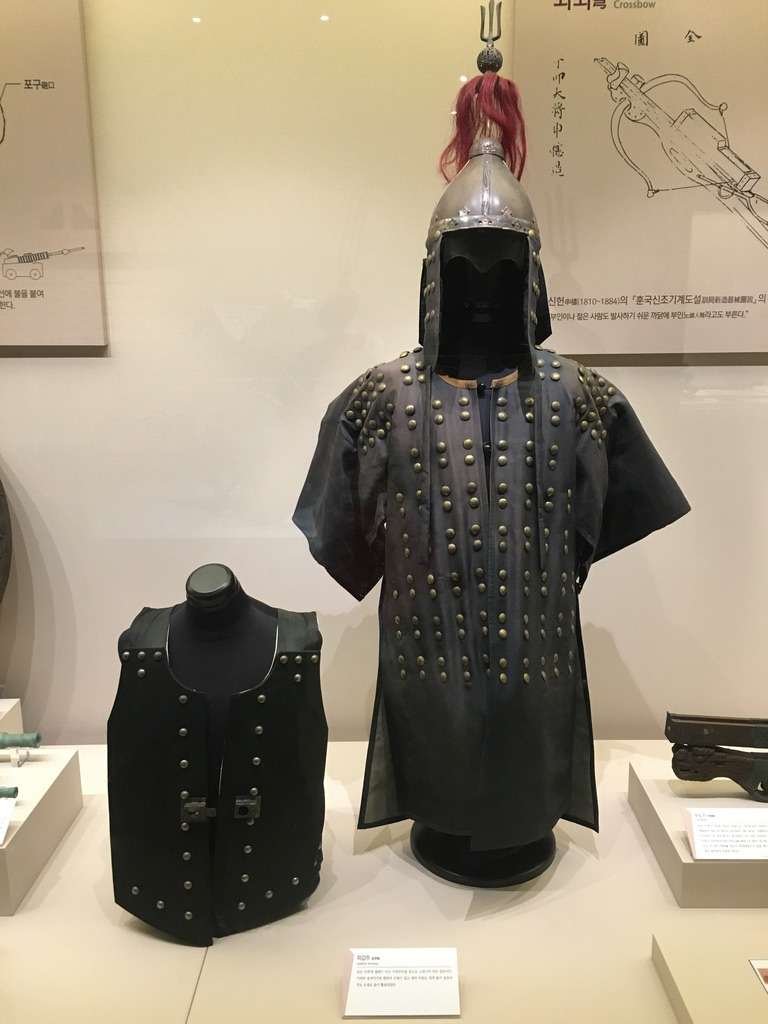
Conjuntos de armaduras de cuero, Pigabju, usadas por los soldados campesinos.
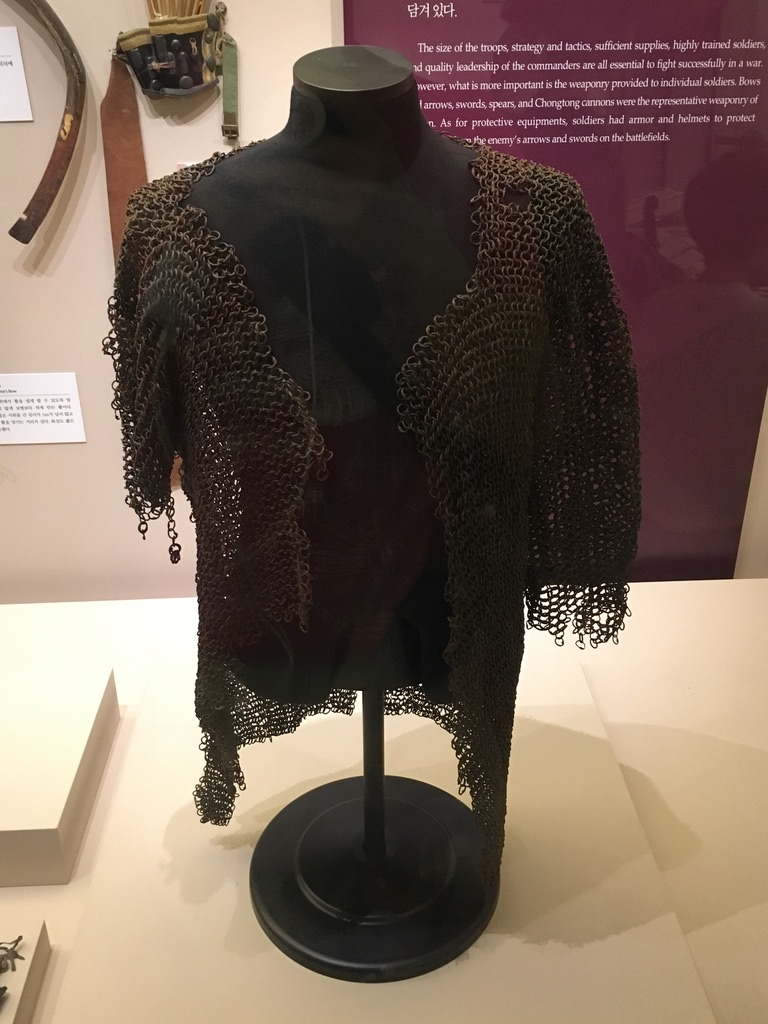
Swaejagab, cota de malla de la dinastía Joseon usada por reclutas campesinos.
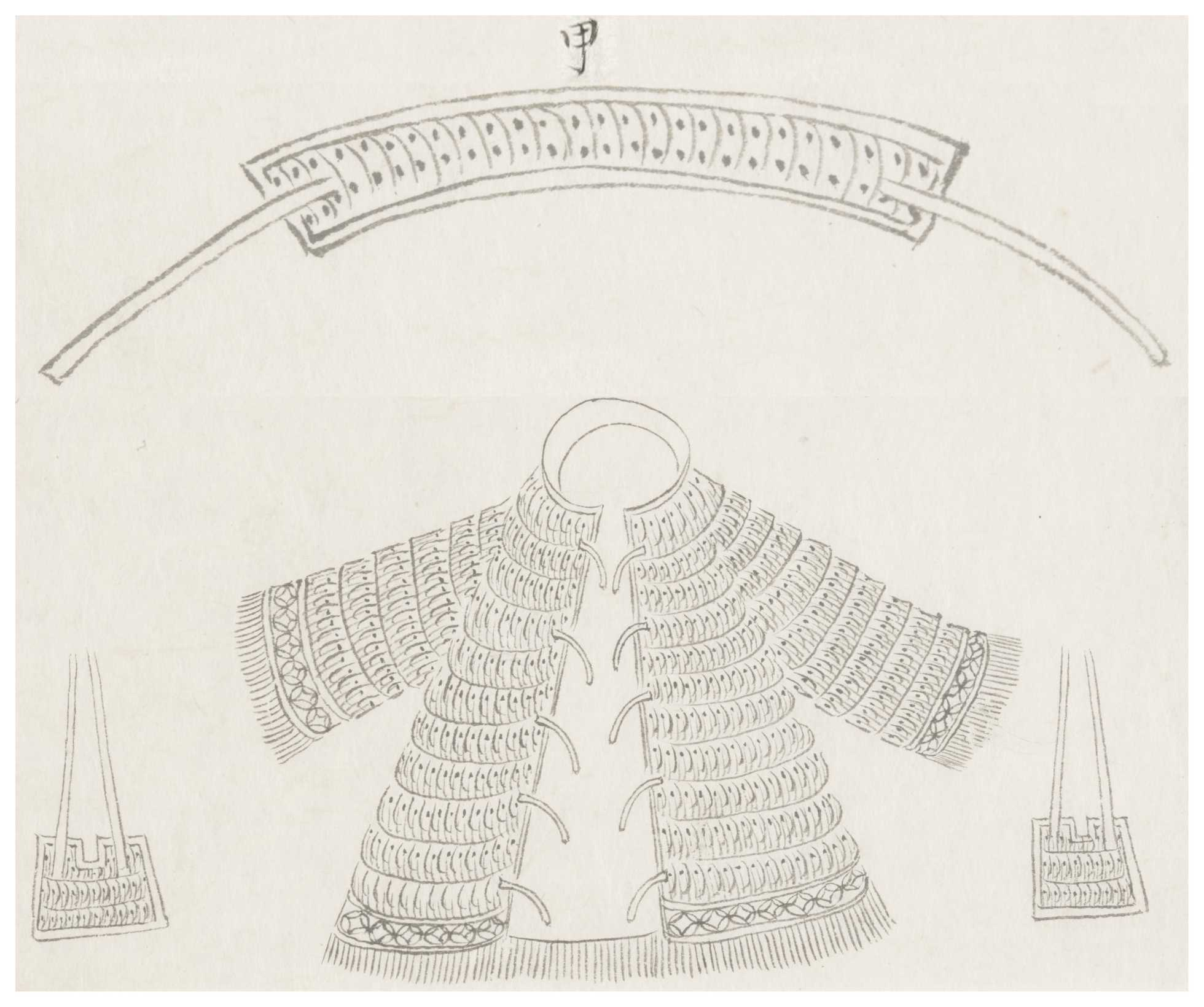
Jalgap, la armadura de láminas de Joseon usada por Pengbaesu y Gabsa.
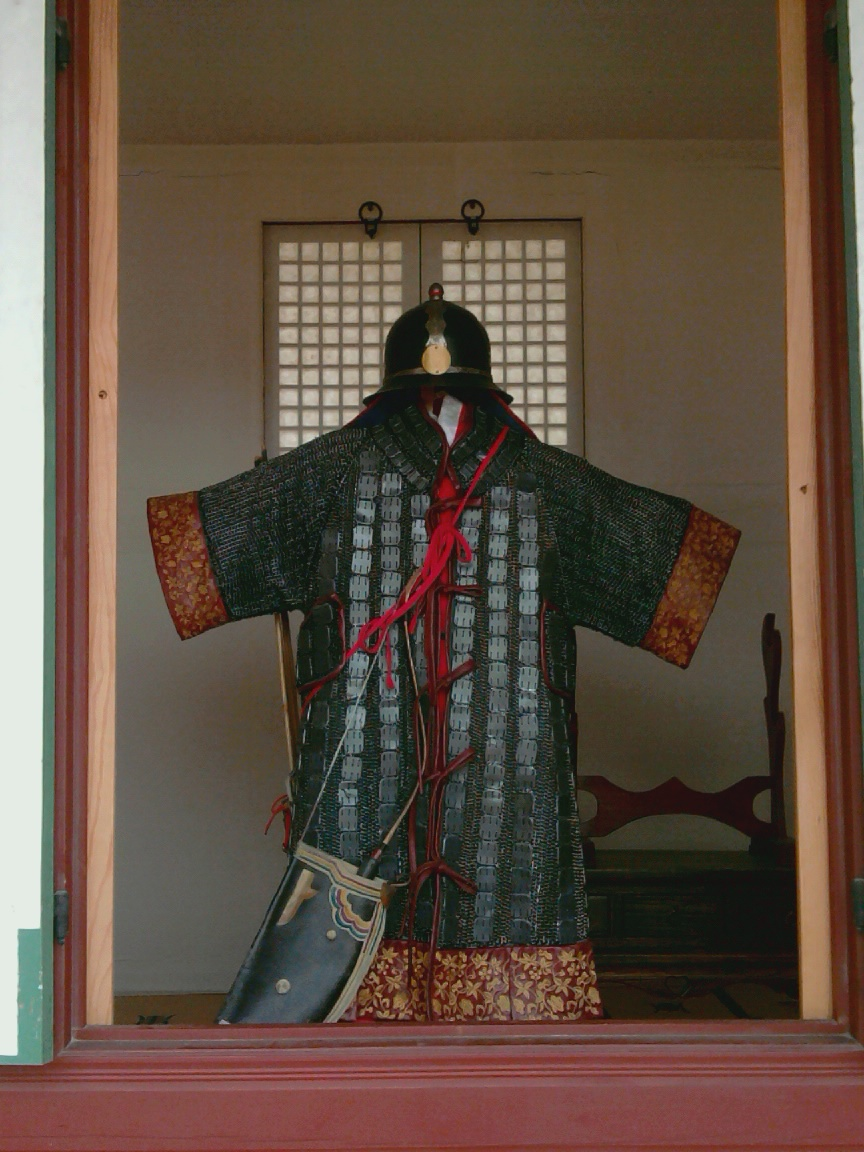
Coraza coreana y armadura de placas usada por el Pengbaesu.
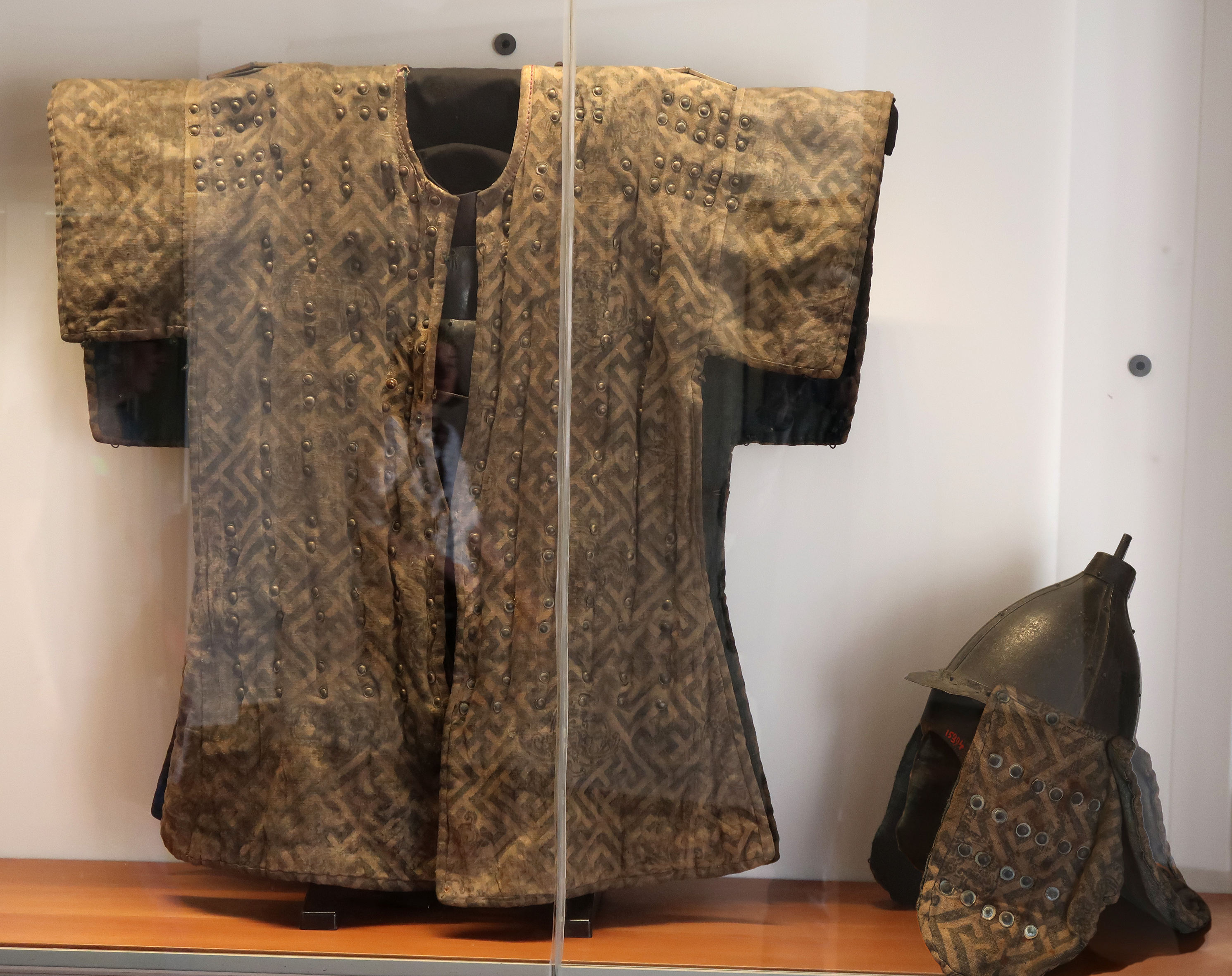
Armadura y casco. Periodo Joseon, siglo XIX. Museo Guimet.
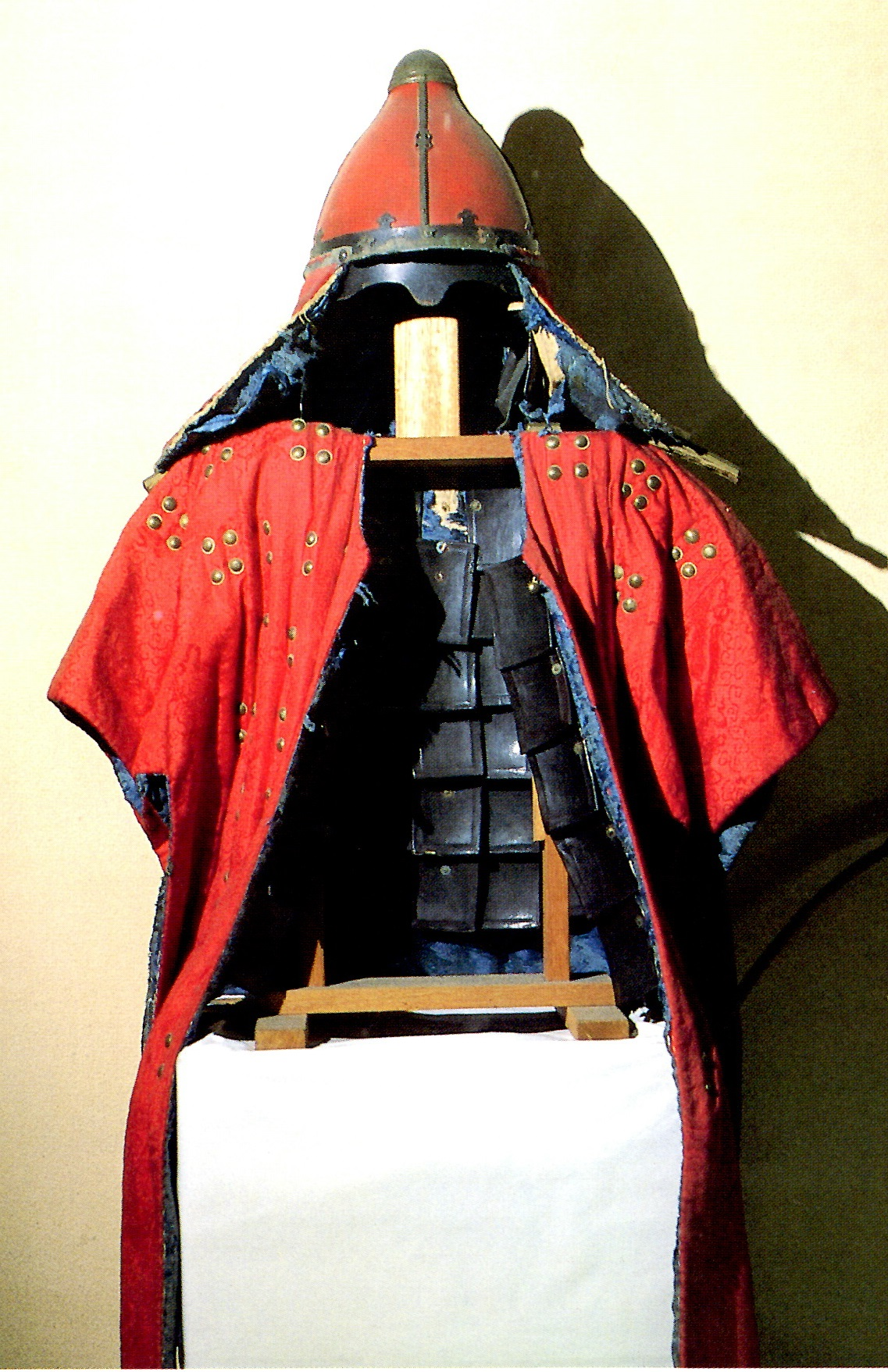
Brecha de Dujeong de la dinastía Joseon.
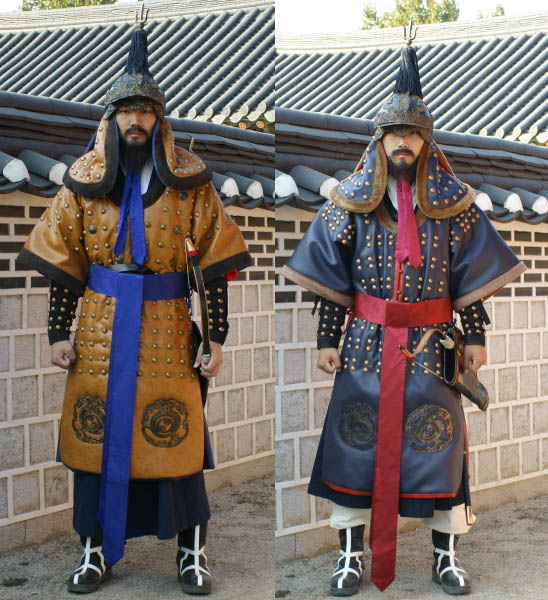
Recreación moderna con un juego completo de Dujeong-gap. Si bien se muestra convencionalmente como rojo, la tela podría ser de varios colores.
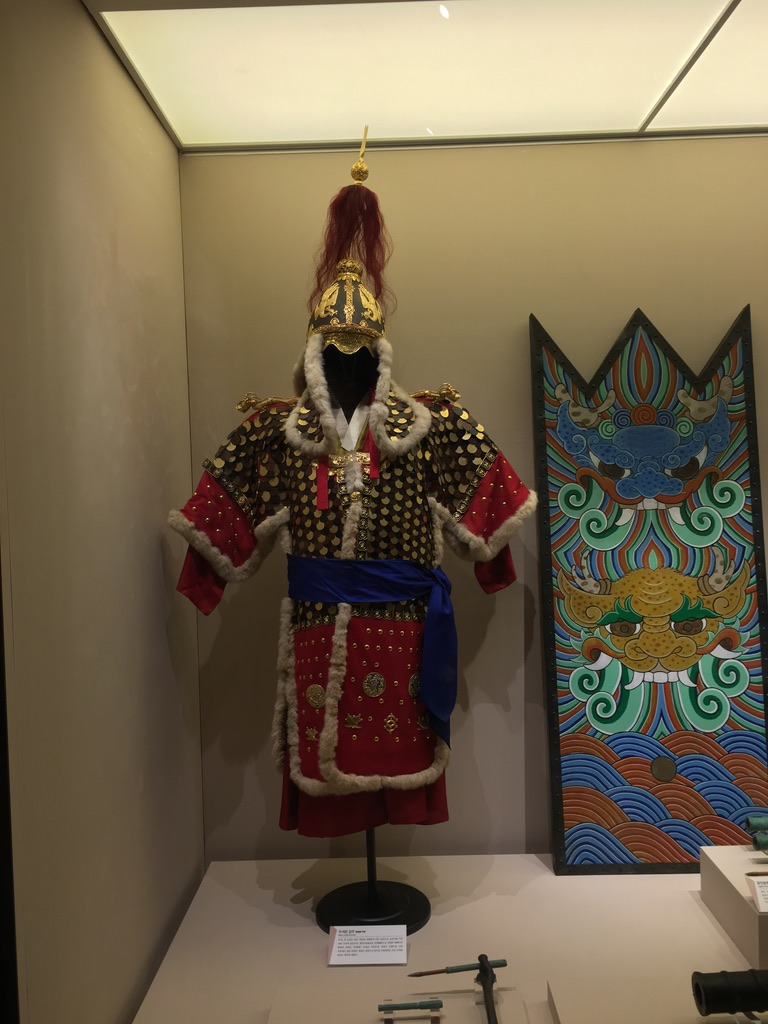
Armadura de escamas de latón usada por oficiales.
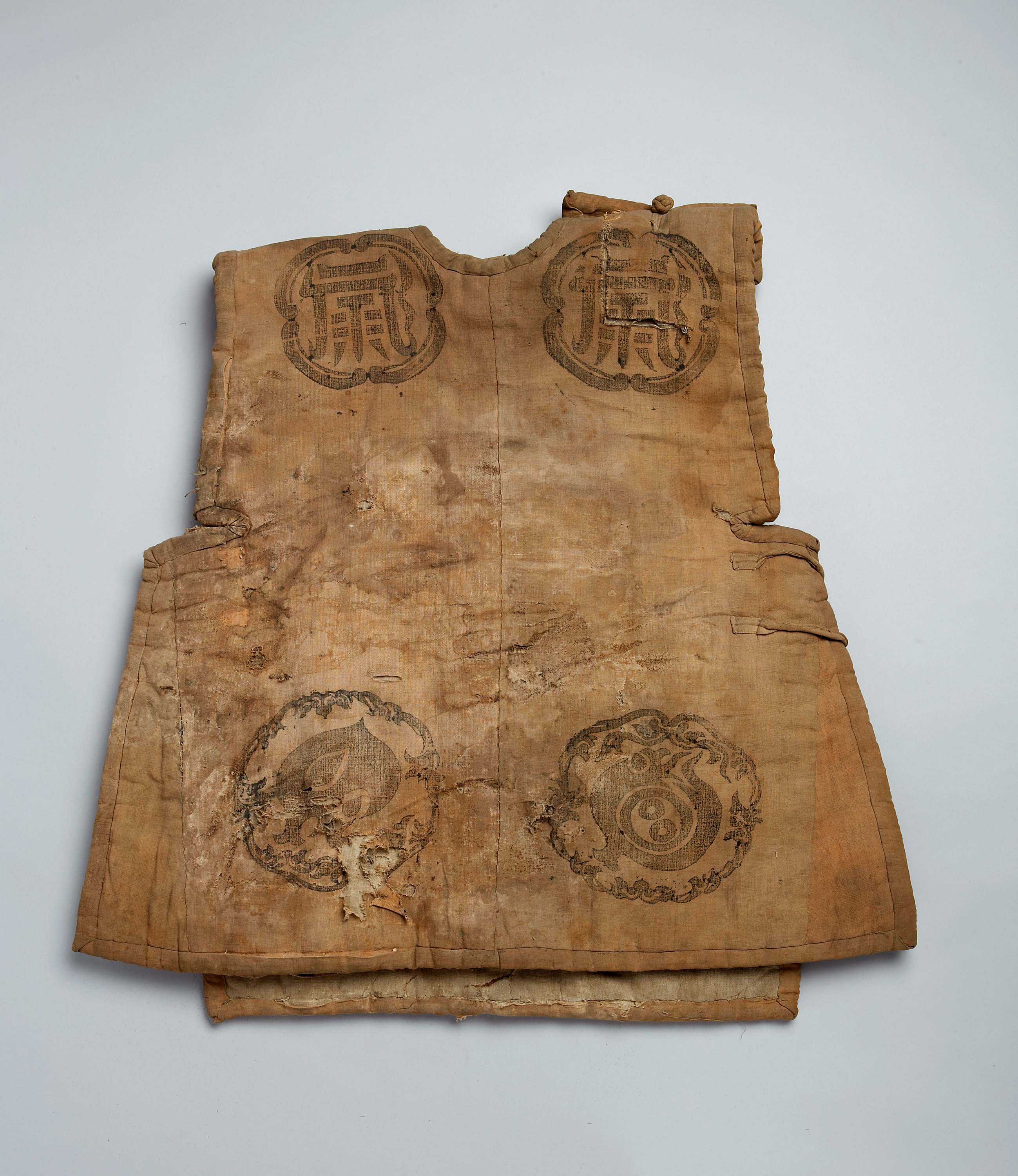
Frente del baegab de Myeonje.

### Armas de lucha cuerpo a cuerpo
La espada coreana estándar era el hwando, una espada curva corta y ligera comúnmente utilizada por los soldados de Joseon en tiempos de paz. La lanza coreana estándar era la dangpa, una lanza de 2-2,5 m terminada en tridente con una punta de lanza en el medio que se utilizaba para el combate defensivo cuerpo a cuerpo para atrapar la espada de un enemigo entre dos de las tres puntas. Otra arma de asta utilizada en el ejército fue el jangchang (en hangul 장창, hanja 長槍), una lanza de cuatro metros empuñada por la infantería y la caballería, para empujar y tirar mientras se mueve hacia adelante y hacia atrás. Pero debido a su longitud, no se podía usar como arma arrojadiza. El woldo era una lanza de 2,75 mde asta de hoja curva con una púa en el extremo del mango y una borla o pluma adherida a la hoja. El woldo fue utilizado principalmente por la caballería por su gran poder de ataque a caballo. La infantería, pero sobre todo la caballería, utilizaba el pyeongon, un mayal de 1,5 m de largo hecho de madera dura, pintado de rojo, que actuaba como el mango de una cadena unida a un eje con clavos de hierro. Los Pengbaesu llevaban un pengbae (en hangul 팽배, en hanja 彭排), un escudo redondo o un deungpaea (en hangul 등패, en hanja 藤牌)), un escudo de ratán junto con una espada.

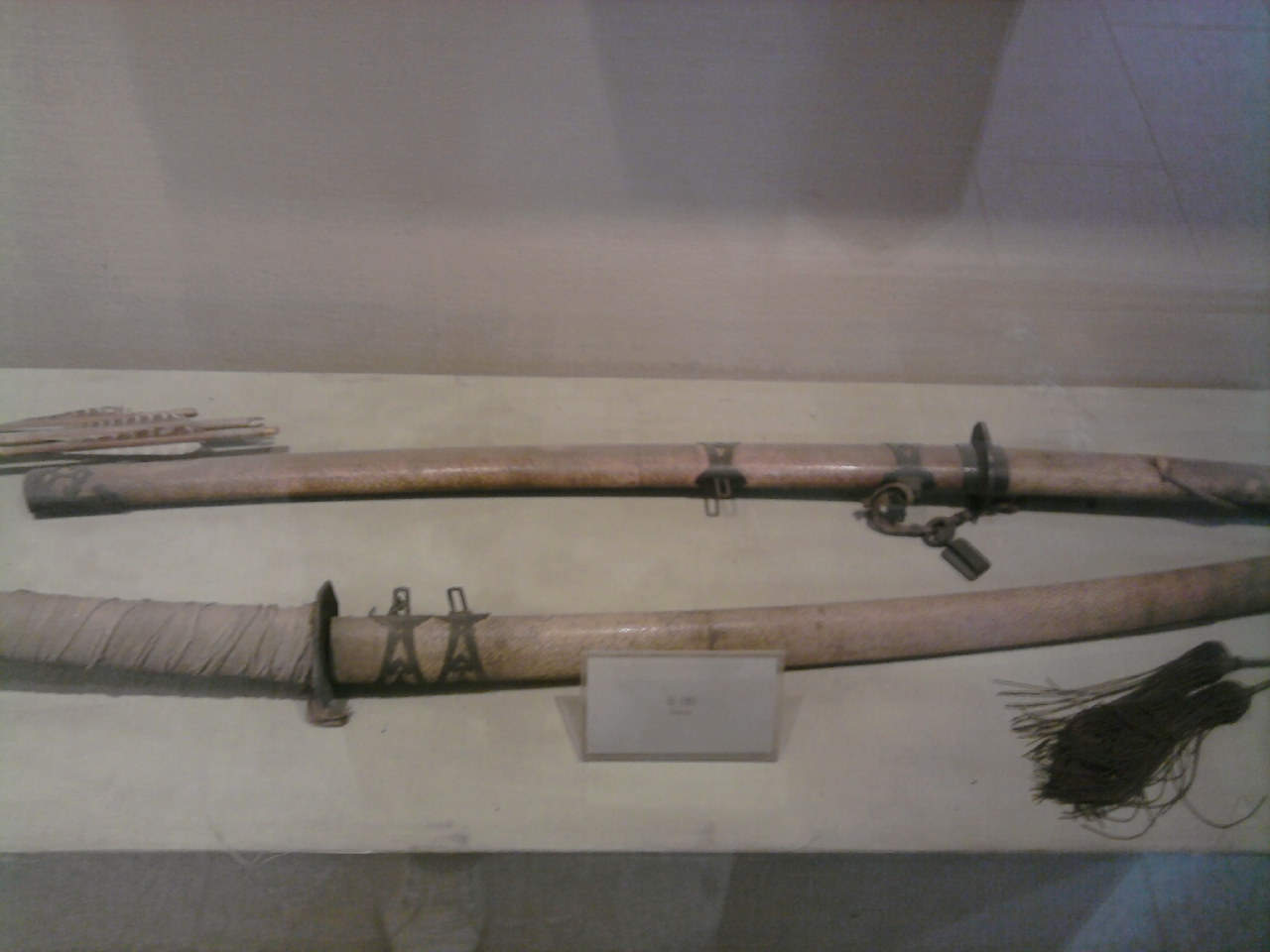
Hwando, espada habitual del ejército de Joseon.
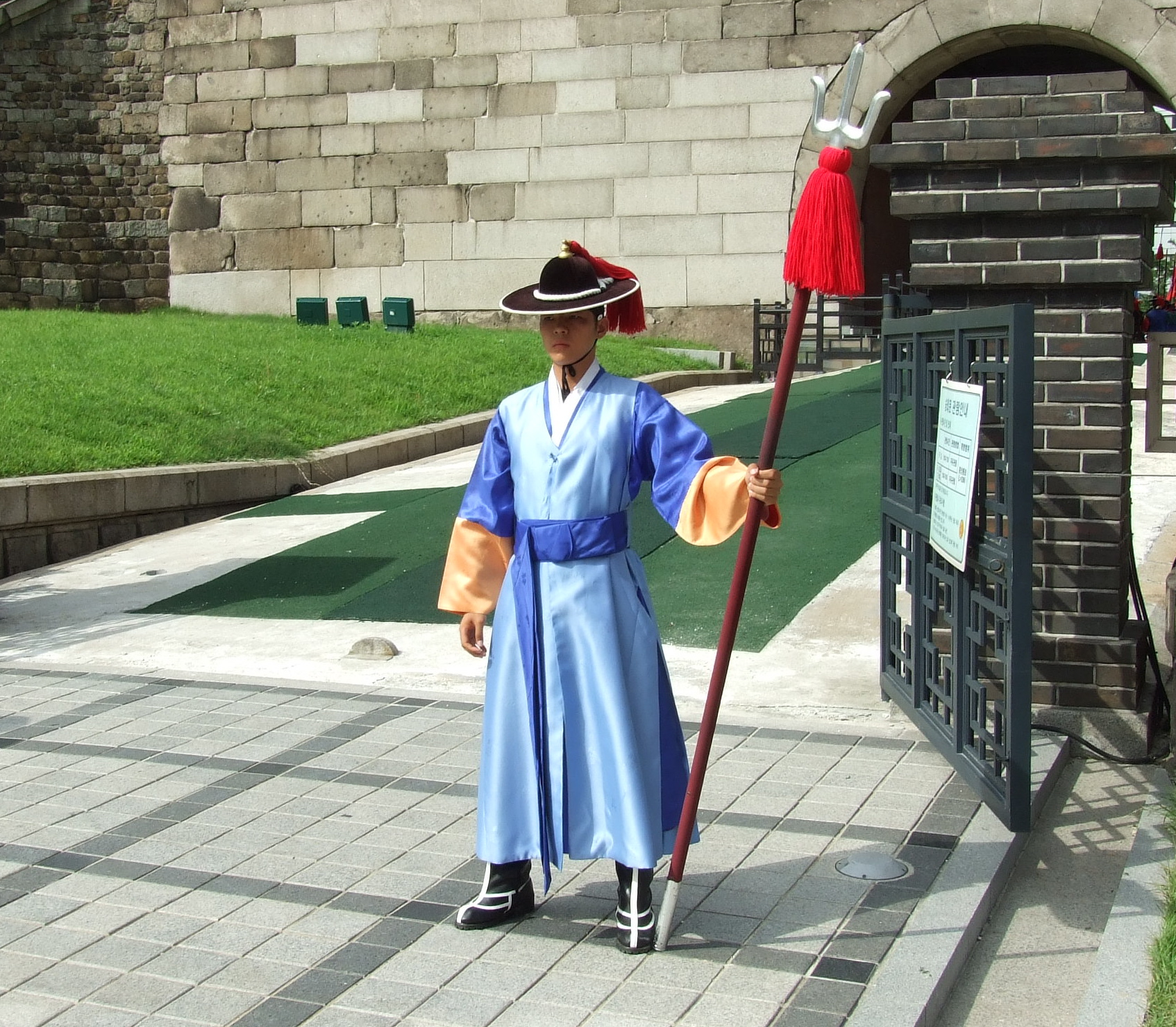
Dangpa, arma de asta habitual de las Fuerzas Armadas de Joseon.
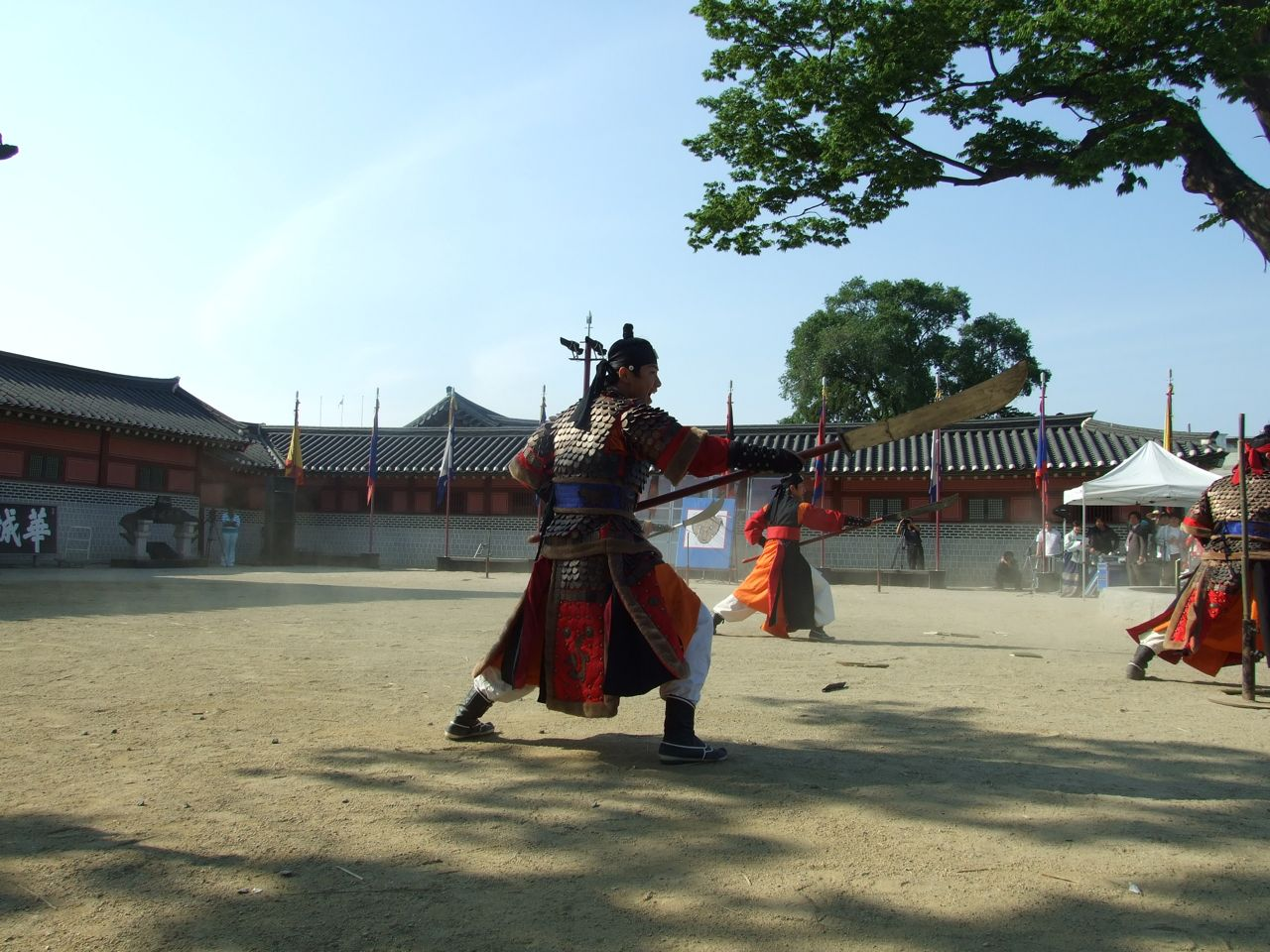
Woldo, un arma de asta utilizada principalmente por la caballería.
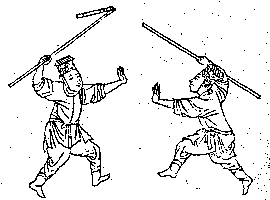
Pyeongon, un mayal de dos secciones manejado principalmente por la caballería.
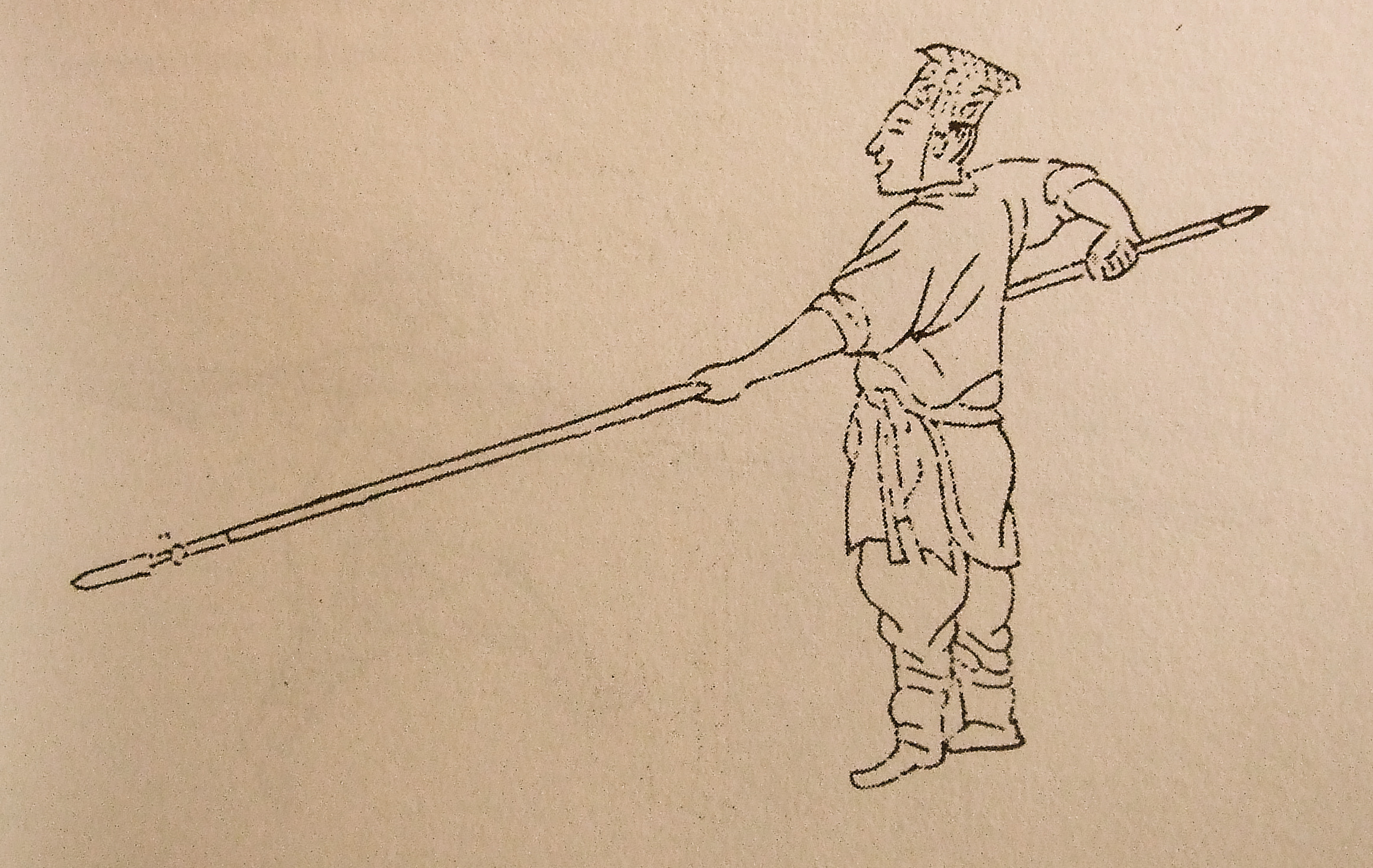
Jangchang, una lanza larga empuñada tanto por la infantería como por la caballería.
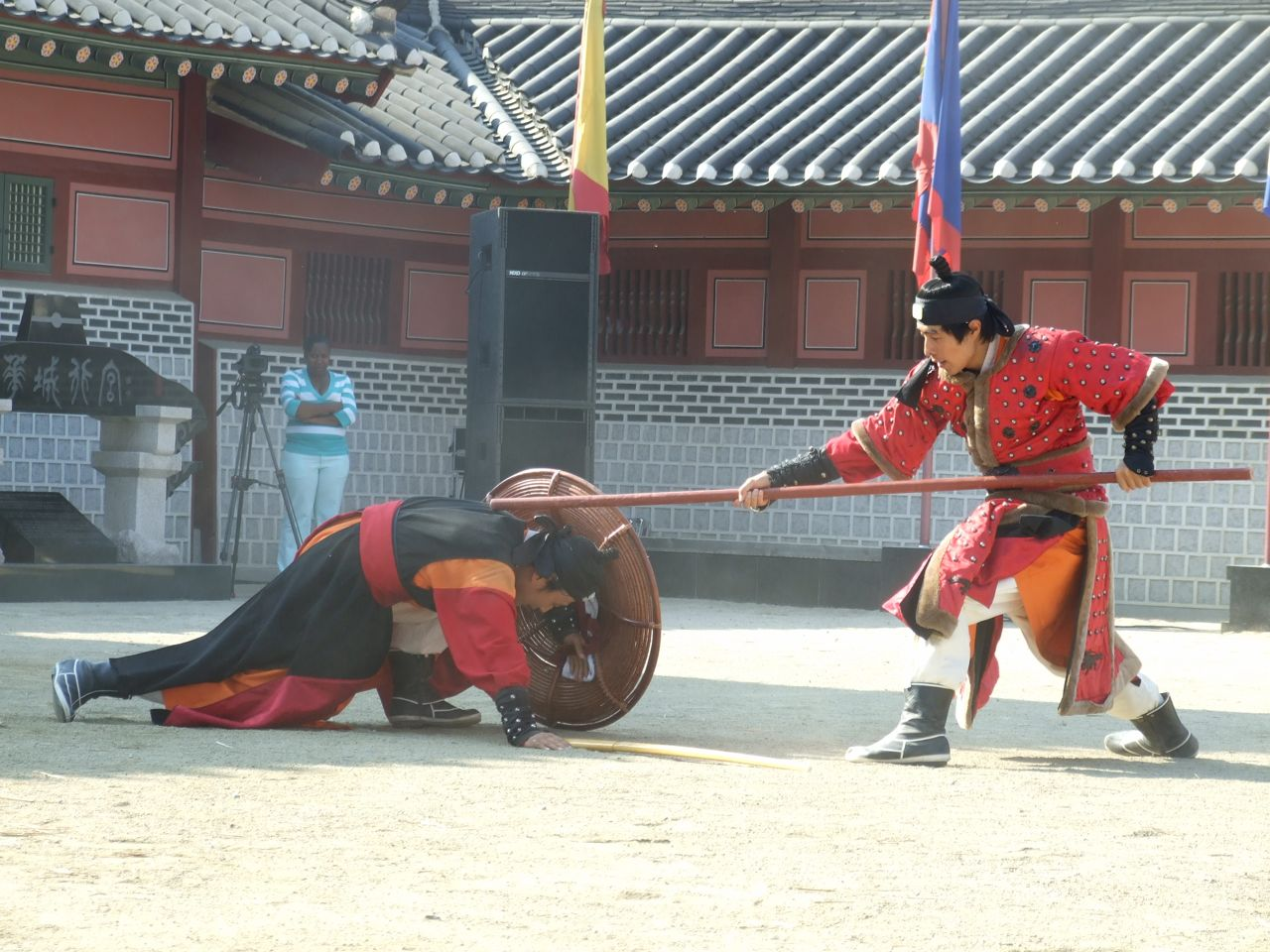
Deungpae, un escudo de ratán.

### Armas de tiro

#### Tiro con arco

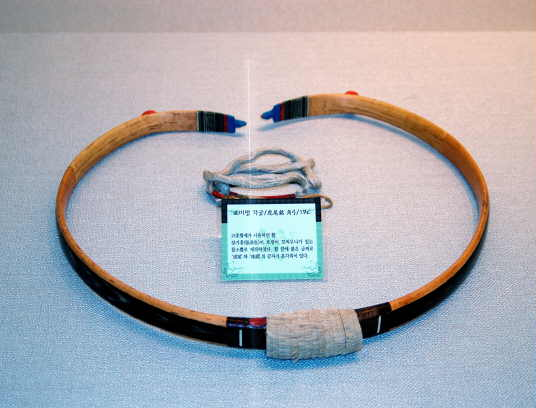
Gakgung, el arco estándar del ejército de Joseon

Los soldados de infantería y la caballería de Joseon solían luchar como arqueros con sus arcos, que tenían un alcance de 450 m. Los arqueros también usaban el pyeonjeon, una flecha corta, y el tongah para ayudar a guiarlo como parte del equipo estándar de los arqueros de la era Joseon. Podían disparar a un rango máximo de 350 metros y trayectorias más planas con mayor velocidad y poder de penetración que las flechas regulares. Sus carcajes contenían 20 flechas y 10 flechas pyeonjeon. También usaban ballestas y ballestas de repetición.

#### Armas de fuego

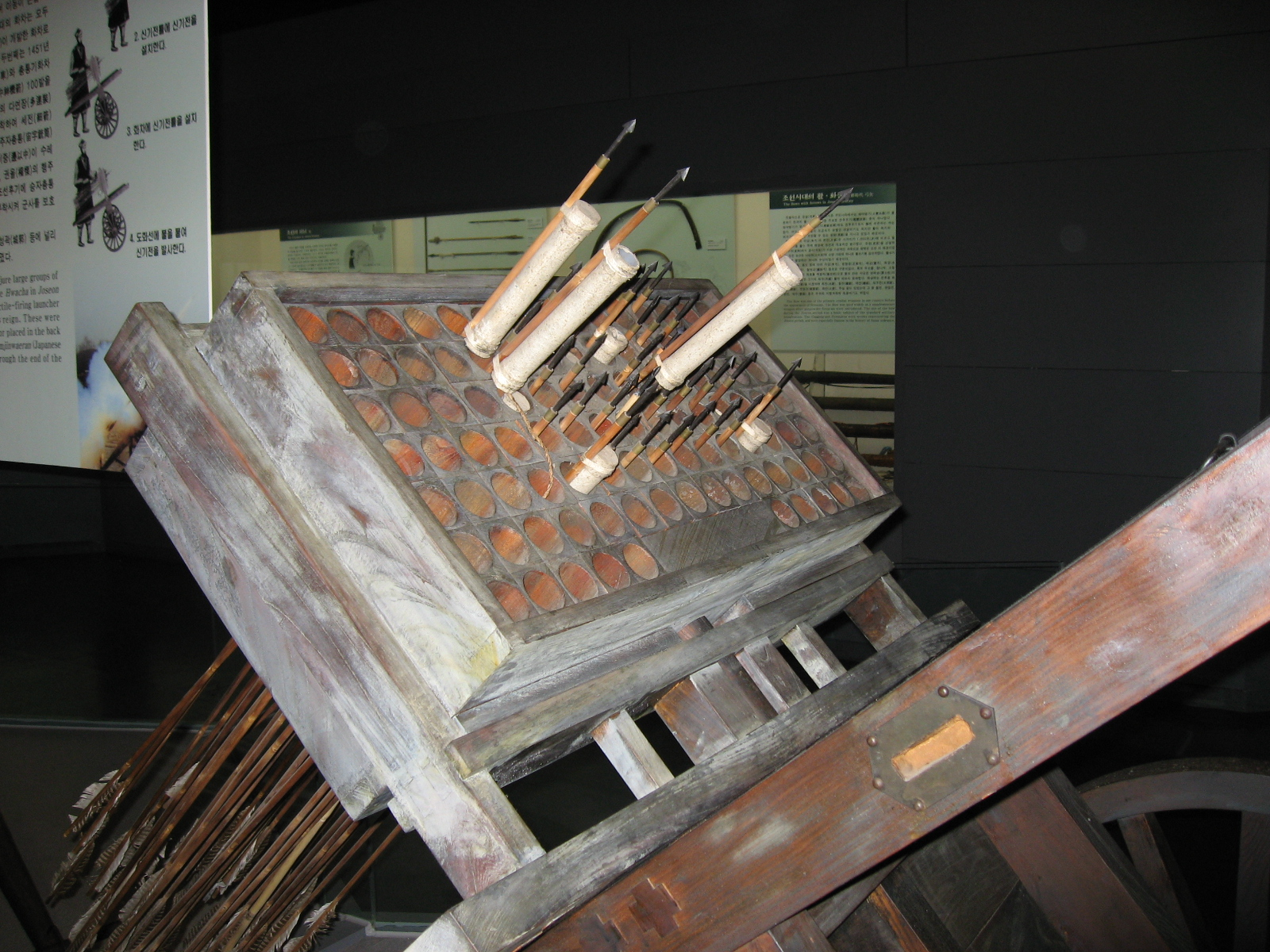
Plataforma de lanzamiento de hwacha, encendedores colocados en la sección estrecha de cada flecha para disparar.

En 1395, varias armas estaban en uso: una serie de cañones llamados daejanggunpo, ijanggunpo y samjanggunpo, un mortero para disparar proyectiles llamado jillyeopo, una serie de cohetes yuhwa, juhwa y chokcheonhwa, que fueron los precursores del singijeon, y una pistola de señales llamada shinpo. Estos cañones mejoraron durante el gobierno de Taejong. Entre las personas responsables de los acontecimientos estaba Choe Hae-san, hijo de Choe Mu-seon . La Rebelión de Yi Si-ae fue la primera vez en la historia de Joseon que el Ejército de Joseon utilizó muchos tipos diferentes de armas de fuego. Armas que incluían los chongtong para destruir murallas y hwacha para daños significativos en combates de fuego masivos durante las batallas de la Rebelión de Yi Si-ae. Durante la Guerra de Imjin se utilizaron principalmente el cañón en acciones de asedio y defensa de castillos. El ilgi de Nanjung dice que muchos capturados y utilizados por los japoneses desarrollaron todo su potencial. Hubo pocos casos de coreanos que emplearon artillería en el campo, con resultados en gran medida ineficaces. Algunas unidades coreanas irregulares con armas proporcionadas por el gobierno dispararon proyectiles explosivos con morteros, pero esto ocurrió solo en casos aislados.
Los coreanos usaban las hwacha, haces de flechas propulsadas por cohetes. La hwacha consistía en un carro de dos ruedas que transportaba una tabla llena de agujeros en los que los soldados insertaban singijeons. Podía disparar a la vez hasta 200 singijeon, un tipo de flecha. La hwacha también tenía una variante llamada munjong hwacha. Podía disparar simultáneamente 100 flechas o 200 balas chongtong pequeñas con módulos intercambiables. Otra variante fue el mangam hwacha, un carro en caja con caras grandes de dokkaebi pintadas en los tres lados del carro. Armado con cuarenta seungja-chongtongs con catorce en el frente y trece en los lados izquierdo y derecho, bastaban dos soldados para manejarlo, uno disparando las filas y el otro recargando. Podían disparar 600 balas, con cada cañón con capacidad para 15 proyectiles. La hwacha se desplegó principalmente durante el asedio de Pionyang en enero de 1593 y la batalla de Haengju en marzo de 1593.
Los nombres cheon (cielo), ji  (tierra), hyeon (negro) y hwang (amarillo o dorado) no son significativos, ya que son los primeros cuatro caracteres del Clásico de los Mil Caracteres. Su hijo, Sejong, también hizo muchas mejoras y aumentó el alcance de estos cañones (llamados hwapo y más tarde hwatong (tubo de fuego) y chongtong (tubo de pistola). El seungja (arma de la victoria) era un chongtong que servía como arma coreana estándar. Era un cañón similar a una escopeta de mano unido a un bastón que disparaba al encender una mecha, una flecha grande, una bala y 15 perdigones pequeños. Los artilleros usaban el seungja chongtong como un garrote de dos manos en el combate cuerpo a cuerpo. Otra variante fue el soseungja chongtong, un cañón de mano acoplado a una culata que disparaba una bala y una gran flecha; como el seungja, solo podía disparar encendiendo la mecha. A principios del siglo XVI, el bullanggi (불랑기/佛狼機), un arma giratoria de retrocarga, se introdujo en Corea desde Portugal a través de China. Se dividió en tamaños decrecientes del 1 al 5. Los cañones pequeños pero poderosos de esta era tuvieron un uso extensivo durante las invasiones japonesas de Corea (1592-1598) tanto por parte del ejército de Joseon como de la armada. Los morteros utilizados en este momento eran chongtong-wan'gue, byeoldae-wan'gu, dae-wan'gu, jung-wan'gu y so-wan'gu. Estas piedras disparadas, o bigeukjincheonre, eran proyectiles explosivos cronometrados. En 1596, los seungja fueron reemplazados por mosquetes y arcabuces de estilo japonés. Los coreanos los llamaron jochong (조총/鳥銃), que significa 'un arma precisa incluso derriba a un pájaro volador'. El hongyi-po (en hangul, 홍이포 (en hanja, 紅夷砲) fue un cañón introducido desde los Países Bajos por Hendrick Hamel y otros en la década de 1650. Joseon también usó este cañón durante la campaña francesa de 1866 contra Corea, la expedición de Estados Unidos a Corea de 1871 y el incidente de la isla de Ganghwa del 20 de septiembre de 1875.

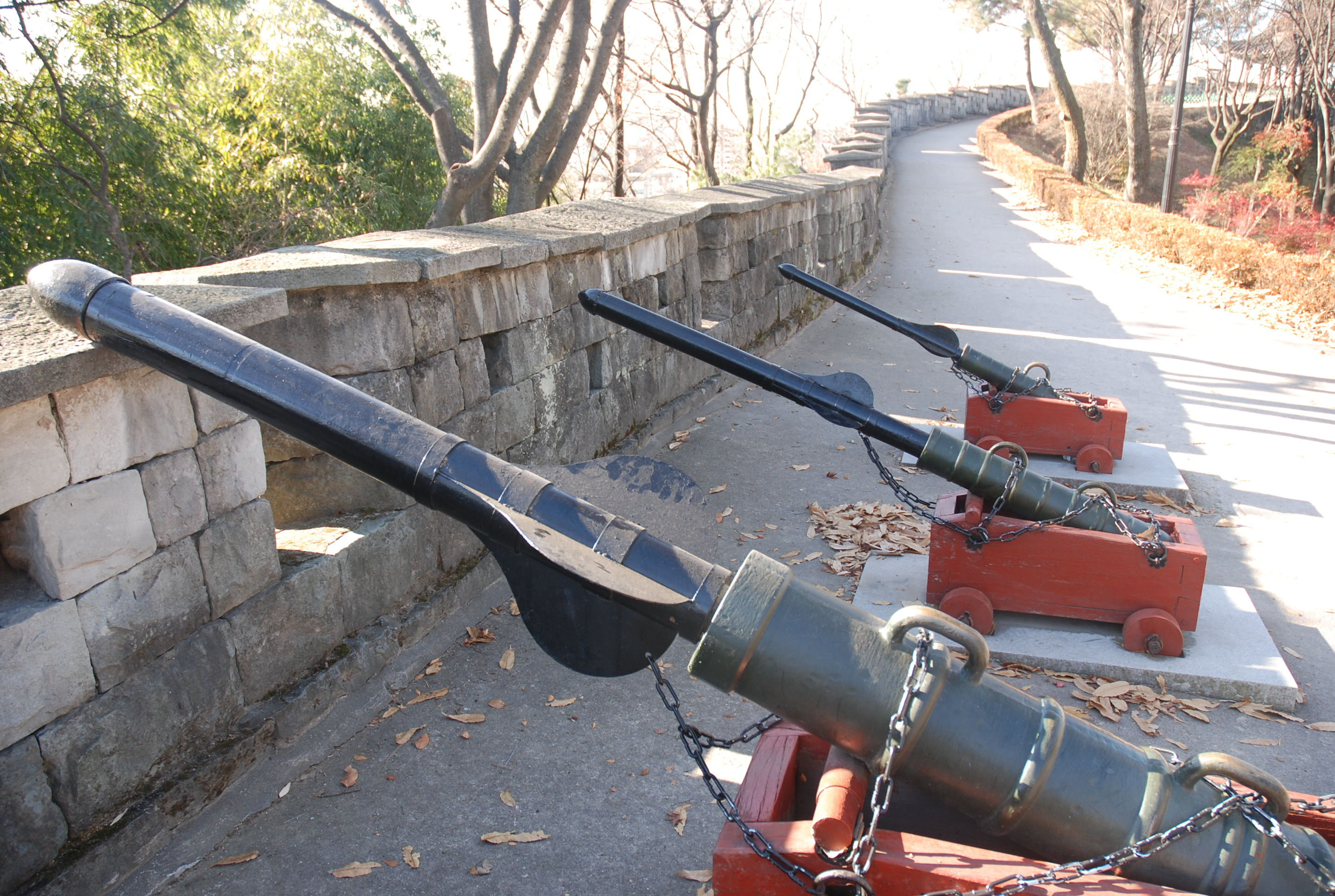
Tres chongtong grandes en el museo de la Fortaleza de Jinju. El más cercano es un cheonja-chongtong, el segundo es un jija-chongtong y el tercero es un hyeonja-chongtong.
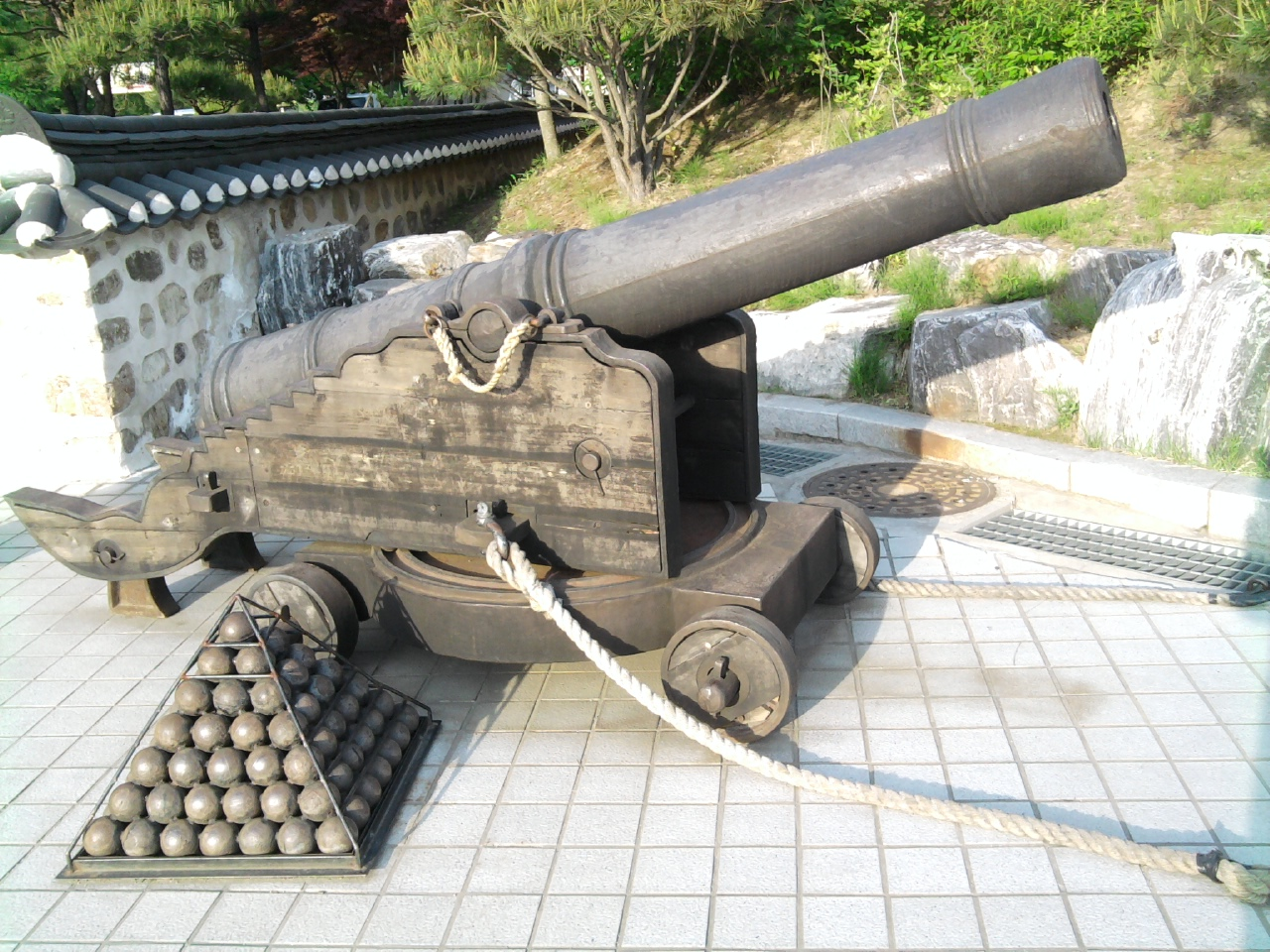
Un cañón hong'ipo introducido desde los Países Bajos por Hendrick Hamel y otros en la década de 1650.
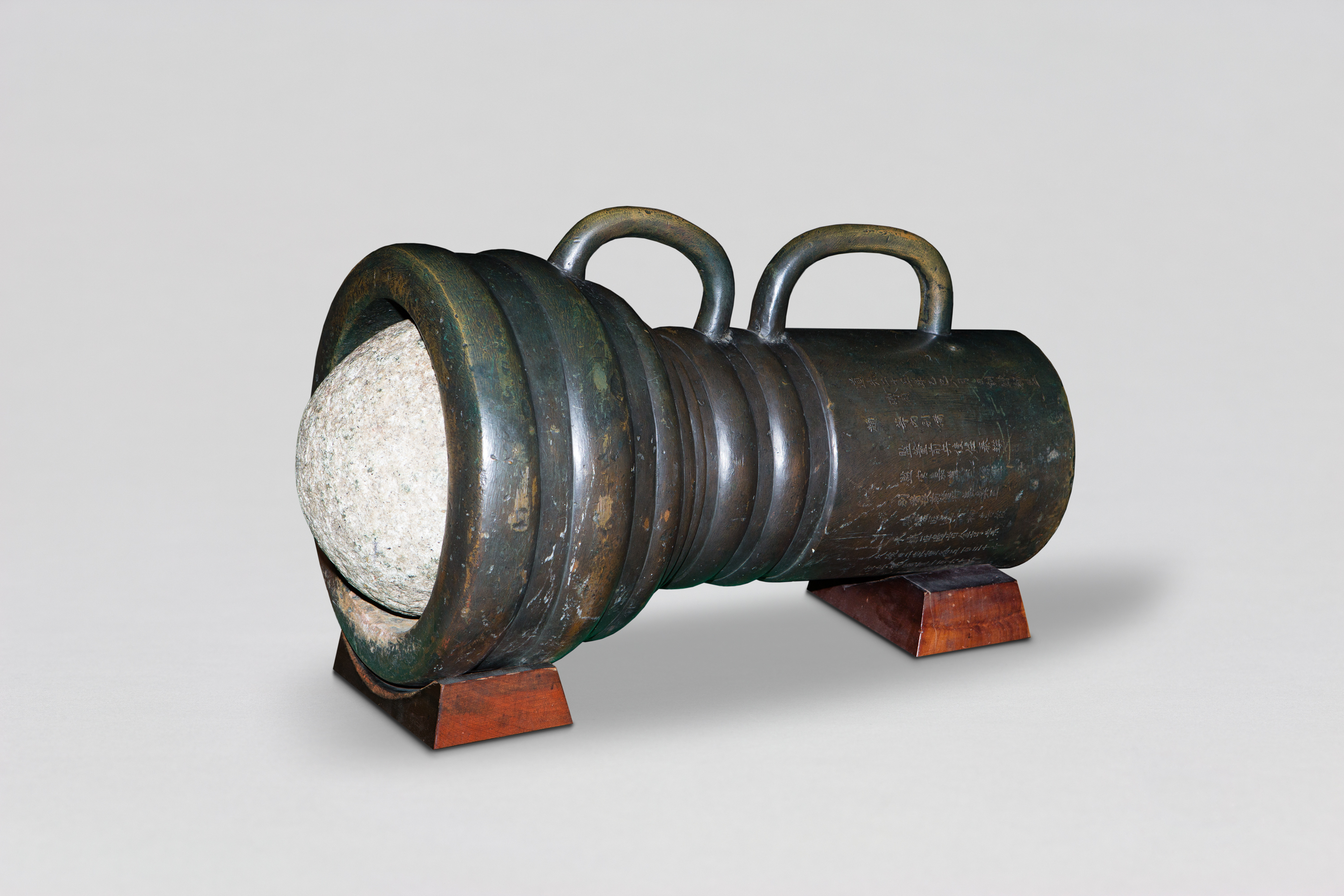
Mortero grande con un bolaño.
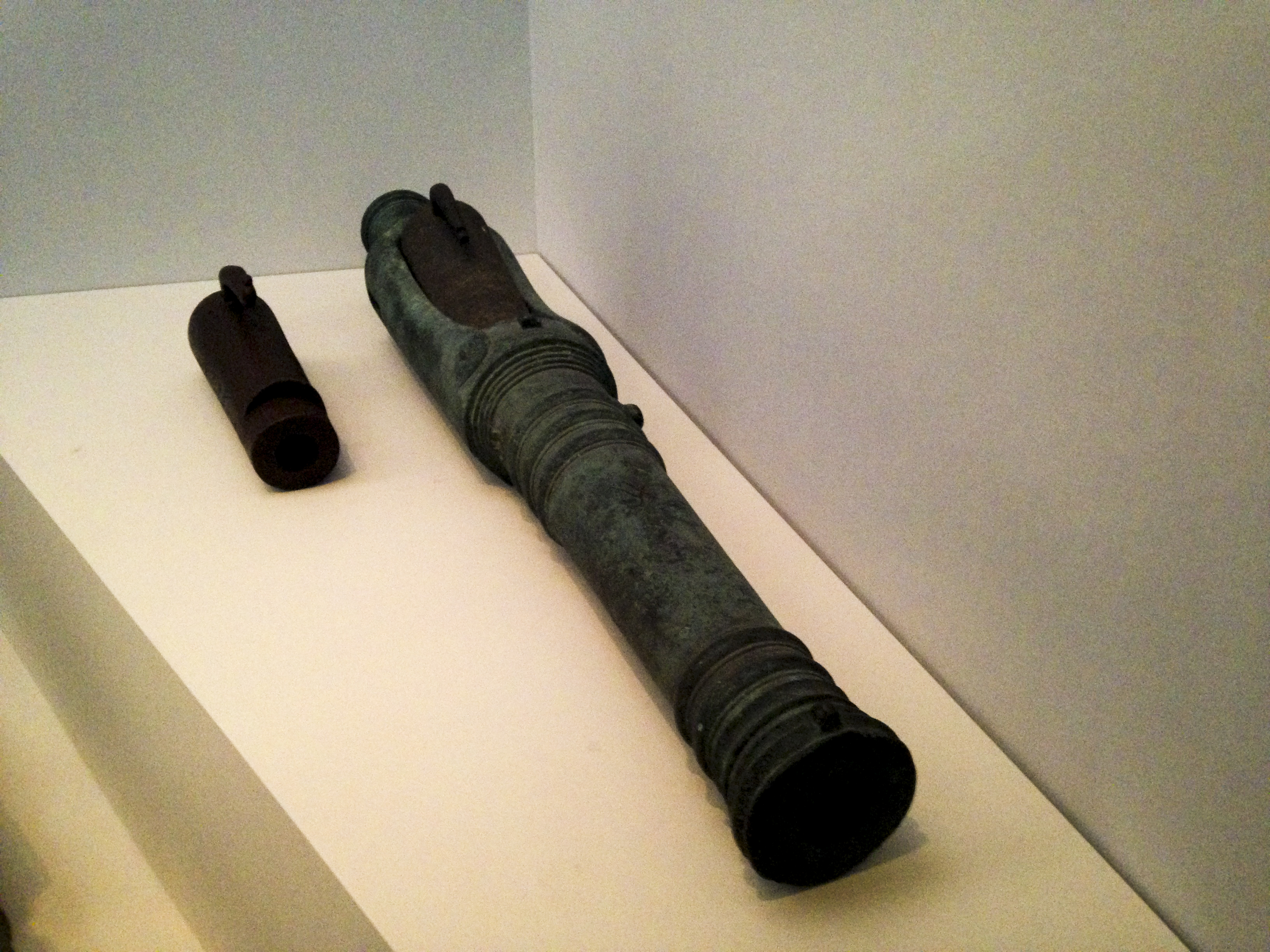
Cañón giratorio de retrocarga.
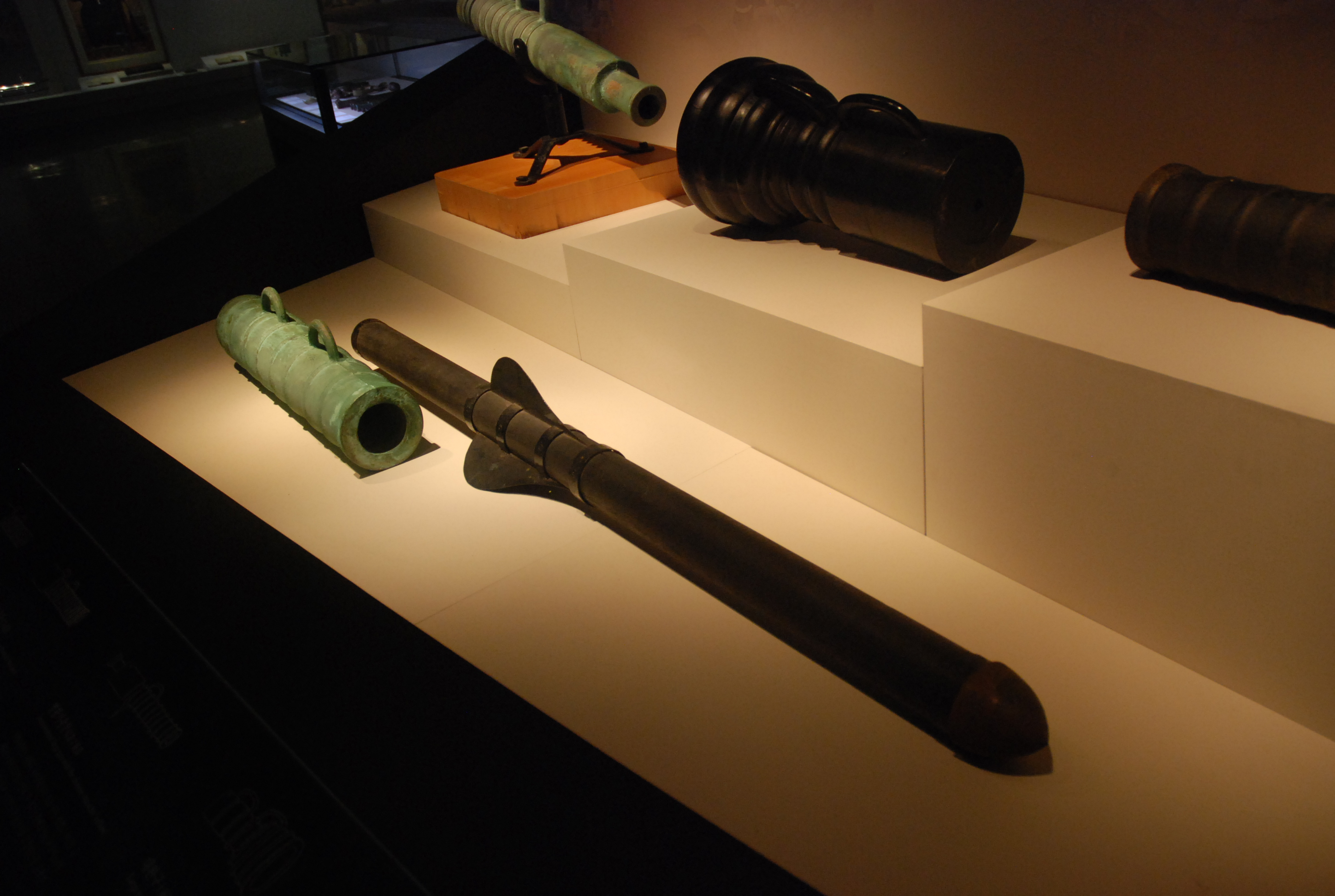
Este cheonja-chongtong es el tamaño más grande.
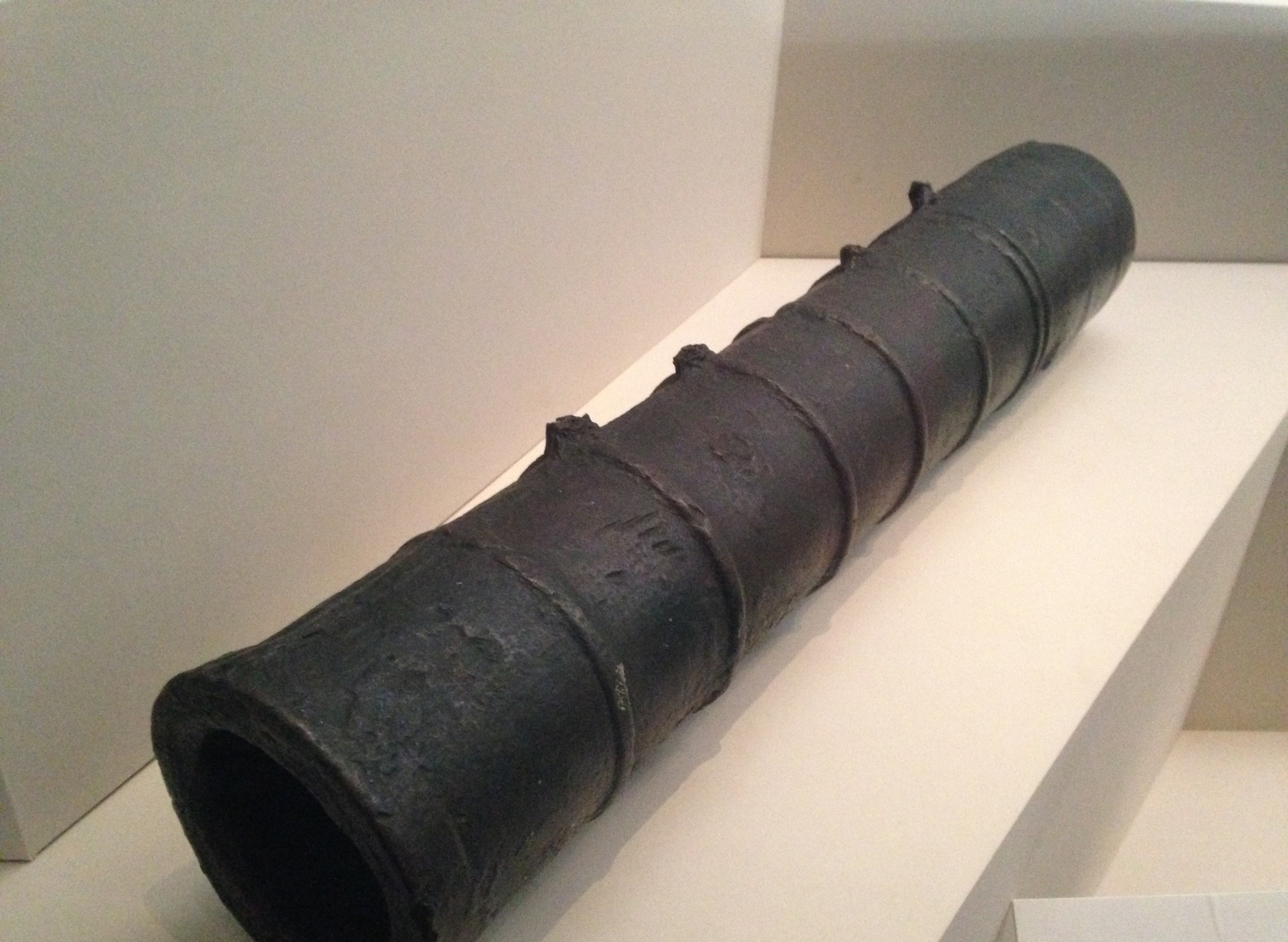
Jijachongtong, el segundo cañón más grande de la dinastía Joseon media.
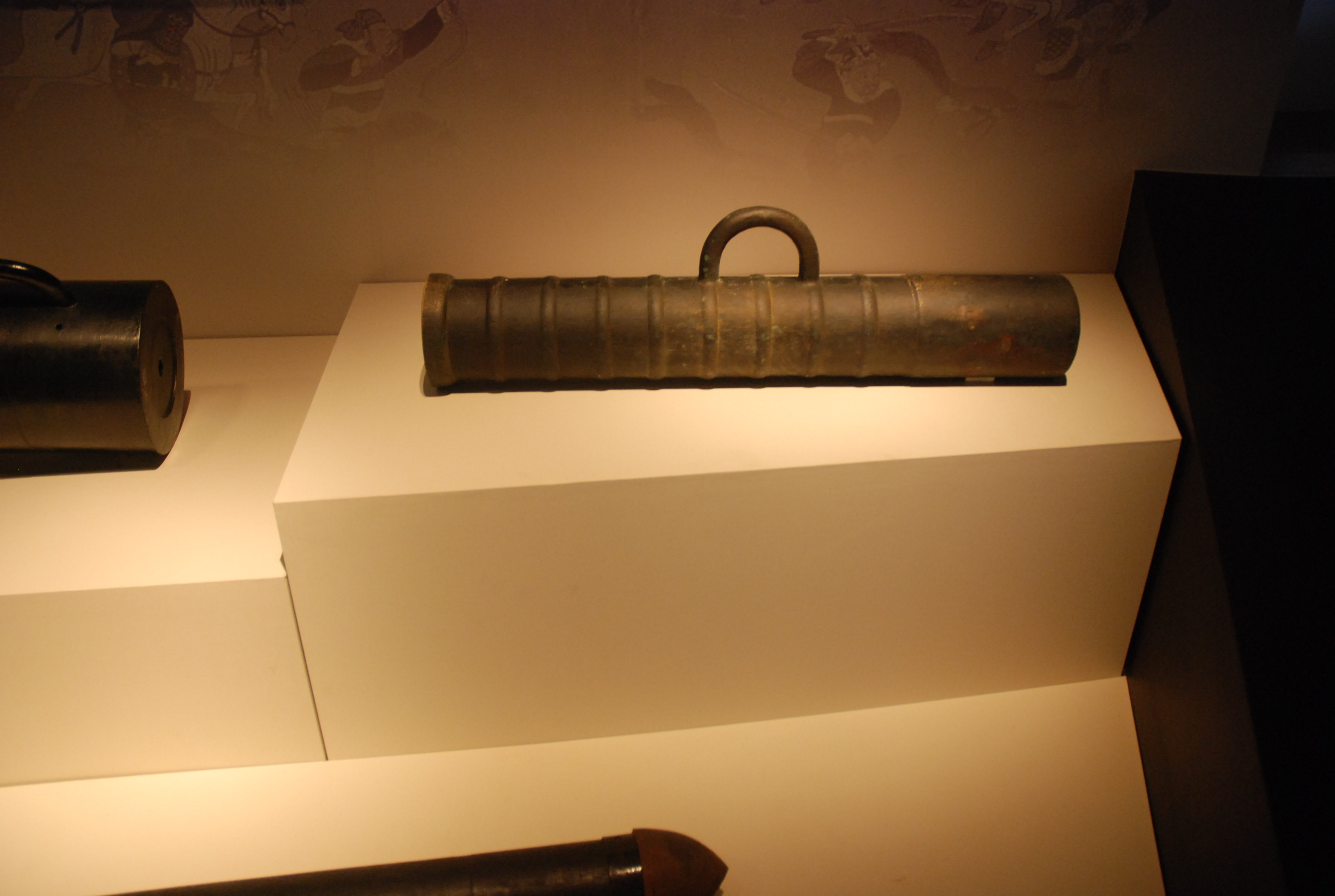
Este hyeonja-chongtong es un cañón de tamaño mediano.
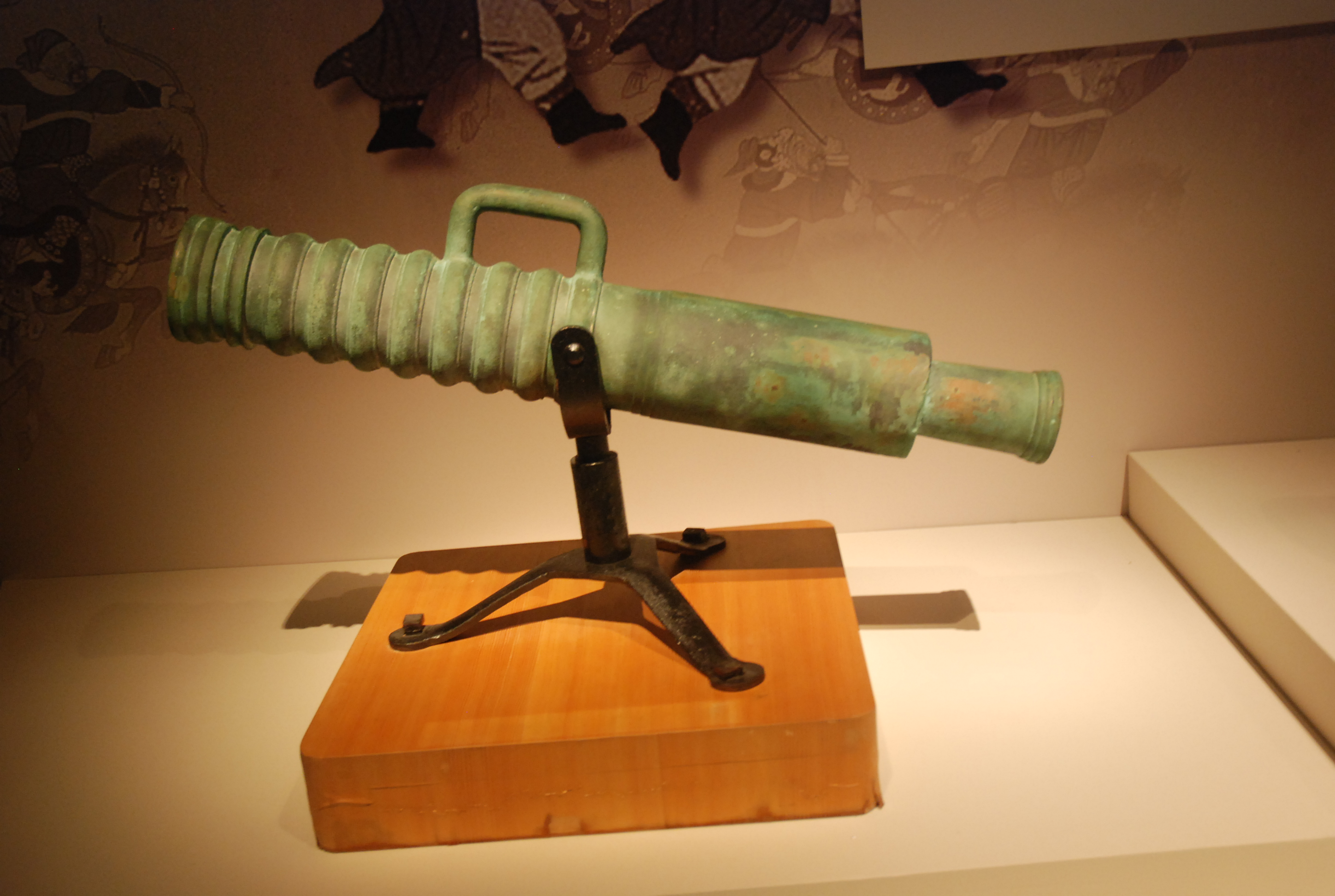
Byeolhwangja-chongtong, que era uno de los cañones en miniatura.
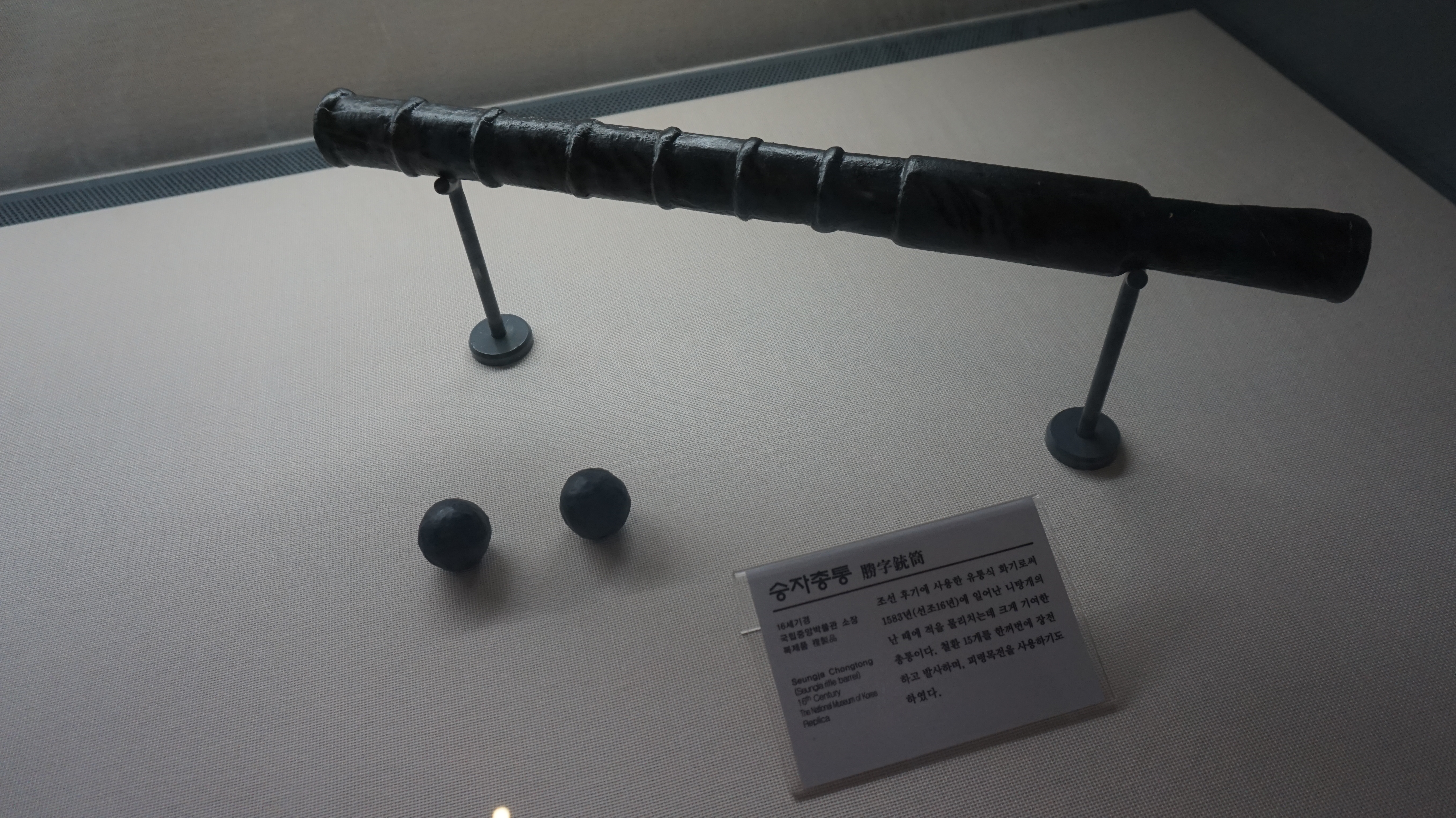
Seungja-chongtong, un cañón de mano.
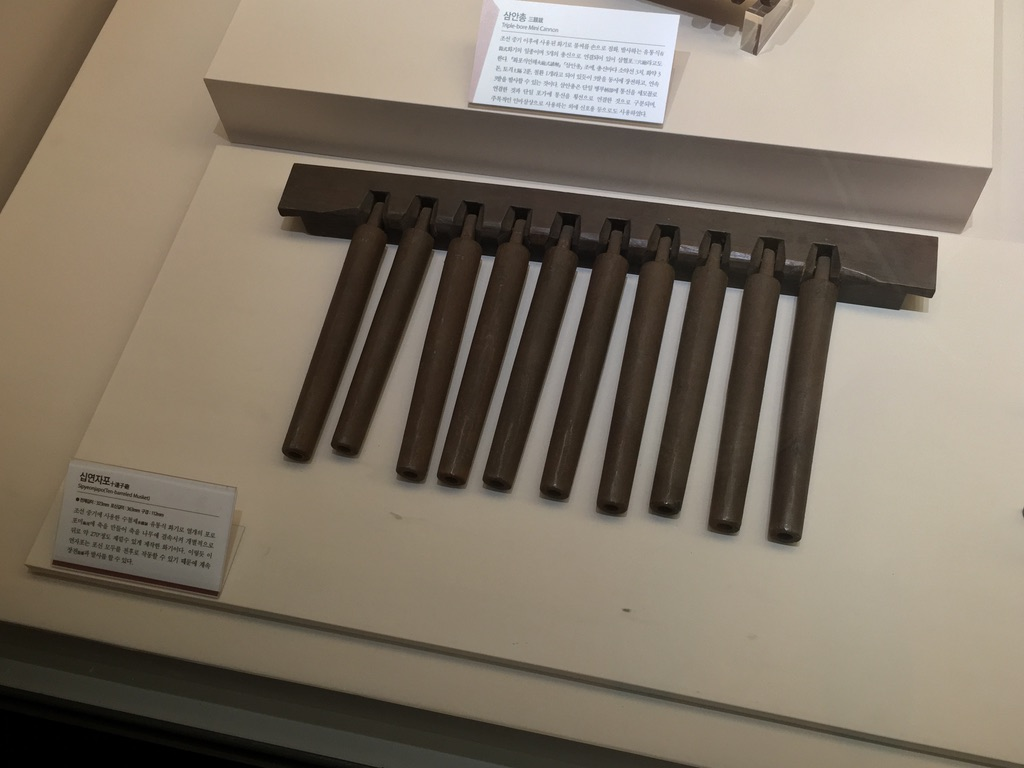
Sipyeonjapo, el mosquete de diez tubos.
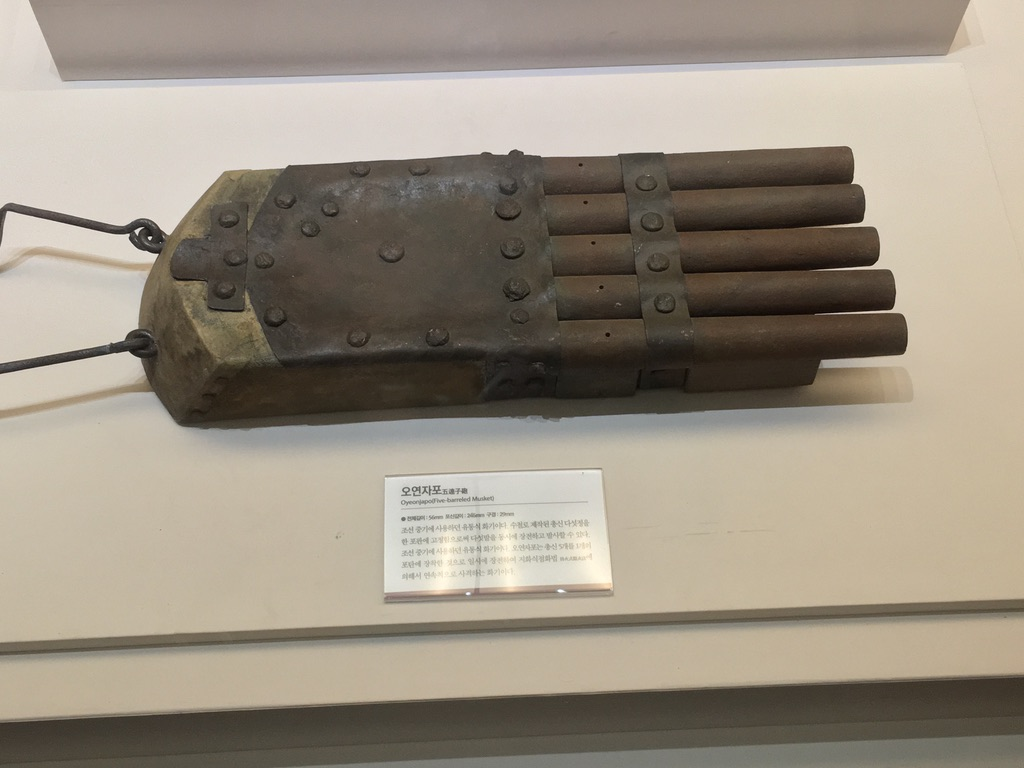
Oyeonjapo, el mosquete de cinco tubos.
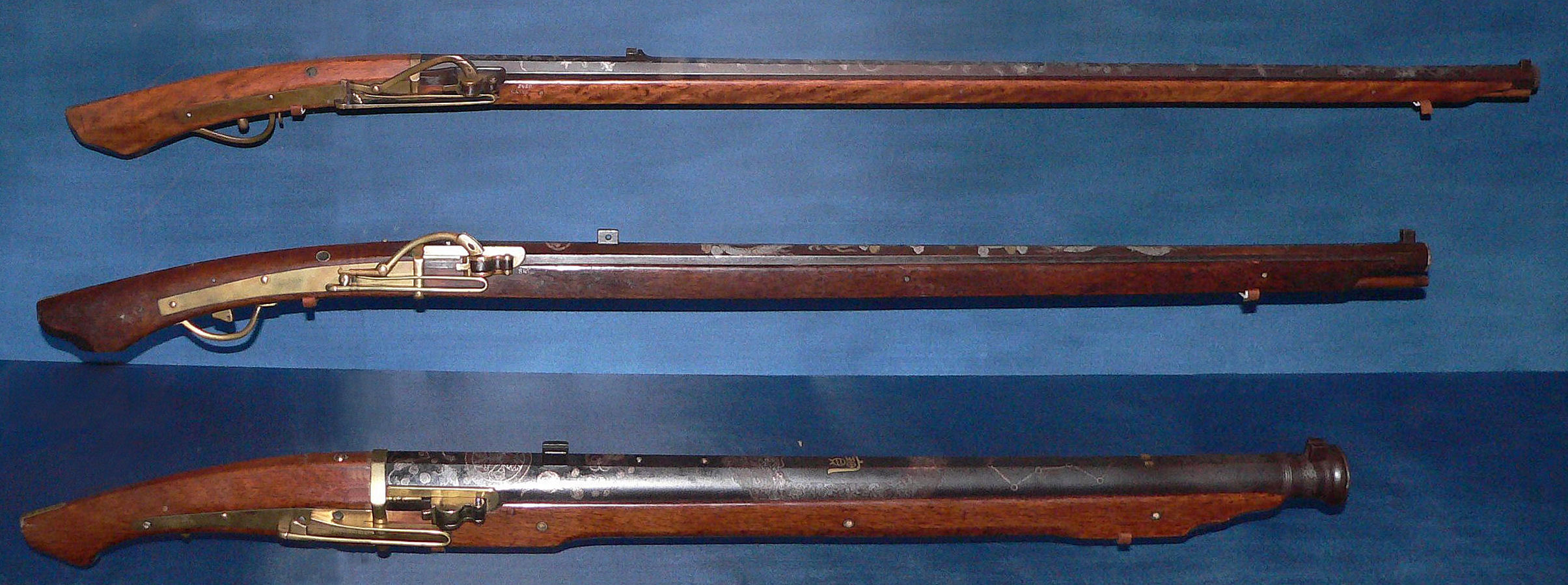
Los coreanos llamaron a estos mosquetes adquiridos de los japoneses "jochong" (조총/鳥銃).
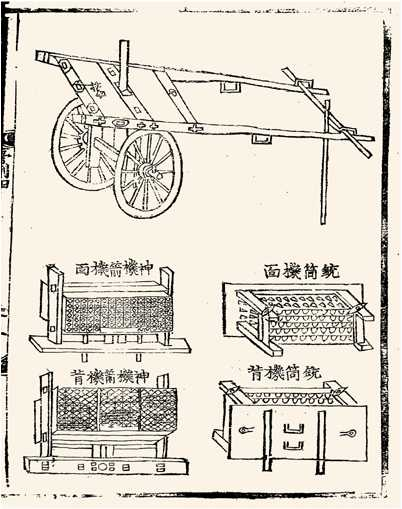
Planos de montaje y desmontaje de hwacha. A la izquierda, en el centro y abajo, se encuentran la parte delantera y trasera de los módulos lanzacohetes sngijeonss; las piezas de la derecha son la parte delantera y trasera de los módulos de pistola de órgano munjong (Gukjo-orye-seorye, 1474).
Mangam Hwacha disparando sus cañones de armas en la demostración de la Escuela de Artillería del Ejército de Jangseong.

## Estrategia y tácticas
La estrategia defensiva del ejército de Joseon estuvo influida en gran medida por la geografía de la península de Corea. El reino estaba rodeado de montañas y mares, lo que dificultaba que los ejércitos invasores penetraran profundamente en el territorio de Joseon. El ejército de Joseon aprovechó esta defensa natural al construir fortalezas y muros a lo largo de las fronteras para proteger las fronteras del reino. Algunas de las fortalezas más famosas fueron la fortaleza Namhansanseong, que protegía el acceso sureste a Hanyang (actual Seúl), y la Fortaleza Hwaseong, que protegía a Suwon de las invasiones. 
El uso de armas de fuego por parte del ejército de Joseon fue un avance significativo en la historia militar coreana. El ejército de Joseon comenzó a adoptar armas de fuego a finales del siglo XVI, después de que los soldados coreanos se encontraran con comerciantes portugueses que habían traído mosquetes de mecha a la región. El ejército de Joseon reconoció rápidamente el potencial de las armas de fuego y comenzó a producir sus propios mosquetes y cañones de mecha. En el siglo XVII, las armas de fuego se habían convertido en una parte integral del arsenal del ejército de Joseon y continuaron usándose durante toda la dinastía.
La fuerza de caballería del ejército de Joseon constaba de caballería ligera y pesada. Las unidades de caballería ligera se utilizaban para el reconocimiento y las incursiones, mientras que la caballería pesada se utilizaba para cargar contra las líneas enemigas y romper las defensas enemigas. La caballería del ejército de Joseon fue particularmente efectiva en el terreno montañoso de Corea, donde su movilidad y velocidad le permitía superar a las fuerzas enemigas.
El enemigo de toda la vida de Joseon, los yurchen, adoptaron la guerra móvil de caballería e hicieron numerosas incursiones en las fronteras del norte de Joseon. El ejército de Joseon se centró en desarrollar tácticas anticaballería para contrarrestarlos. Su principal táctica de batalla es armar a su infantería y caballería con armamento de largo alcance para debilitar la carga de caballería desde la distancia y luego enfrentarse a ellos de forma rápida y fluida. Pero en una situación de combate real, la caballería cargaba contra la formación de punta de lanza del enemigo y la formación de batalla.
Durante la Guerra de Imjin, cuando el ejército formó sus posiciones de batalla como las formaciones de caballería de Joseon contra los jurchens, fueron aplastados por el fuego graneado de los arcabuces japoneses. Luego, los ashigaru japoneses entraron en un combate cuerpo a cuerpo. Pero lo que les faltaba a los coreanos en número podían compensarlo en topografía y geografía. El Ejército Justo utilizó tácticas dilatorias para obstaculizar las cadenas de suministro japonesas en tierra, pero el ejército central no pudo usarlas hasta la segunda mitad de la guerra de Imjin.
El ejército de Joseon empleaba una red de espías y exploradores para recopilar información sobre las fuerzas enemigas y sus movimientos. Los espías a menudo se usaban para infiltrarse en territorio enemigo y recopilar información sobre movimientos de tropas, líneas de suministro y fortificaciones. Se utilizaban exploradores para patrullar las fronteras e informar de cualquier indicio de actividad enemiga. La información obtenida por estos agentes se utilizaba para planificar operaciones defensivas y ofensivas y aprovechar las debilidades del enemigo.
El ejército de Joseon utilizó varias formas de guerra psicológica para intimidar a las fuerzas enemigas y elevar la moral de sus propias tropas. Una de las tácticas más comunes era la de emplear grandes tambores para crear un sonido rítmico que podía escucharse a largas distancias. También se ondeaba la bandera y se gritaba para crear una sensación de miedo y confusión entre las tropas enemigas. Estas tácticas eran particularmente efectivas contra tropas inexpertas o poco disciplinadas.
El ejército de Joseon a veces usaba la diplomacia para evitar conflictos o para formar alianzas con potencias vecinas. Los esfuerzos diplomáticos a menudo estaban dirigidos por funcionarios de alto rango, como el Uijeongbu (의정부), responsable de asuntos exteriores. Se enviaban embajadores a los reinos vecinos para negociar tratados y alianzas, y a menudo se intercambiaban obsequios y tributos como señal de buena voluntad. La diplomacia era vista como una forma de evitar guerras costosas y destructivas y de mantener la estabilidad de la región.